# Список депутатов Верховного Совета СССР 9-го созыва
Верховный совет СССР IX созыва был избран 16 июня 1974, заседал с 1974 по 1979;
| # А Б В Г Д Е Ё Ж З И К Л М Н О П Р С Т У Ф Х Ц Ч Ш Щ Э Ю Я |

## Легенда списка
- Портрет — свободное изображение депутата. В случае отсутствия свободного изображения в данной графе размещается герб союзной республики.
- ФИО — фамилия, имя и отчество депутата (последнее — при наличии).
- Номер округа — номер избирательного округа, от которого избран депутат.
- Избирательный округ — название избирательного округа, от которого избран депутат.
- Республика (регион) — союзная республика, от которой избран депутат. В скобках указывается регион (область, край, АССР, автономная область, автономный округ), от которого избран депутат. Для депутатов, избранных от территорий без областного деления[A 1]указывается только республика.
- Членство в КПСС и ВЛКСМ — членство депутата в Коммунистической партии Советского Союза и Всесоюзном ленинском коммунистическом союзе молодёжи (с указанием года вступления, если он известен).
- Должность — должность и место работы депутата на момент избрания.
- Палата  — палата Верховного Совета, в которую избран депутат (Совет Союза либо Совет Национальностей). Если депутат являлся председателем либо заместителем председателя соответствующей палаты, то это указывается в скобках.
- Комиссии — членство депутата в комиссиях соответствующей палаты Верховного Совета, с указанием должности (председатель, заместитель председателя, секретарь или член). Для депутатов, не входивших в комиссии, в данной графе ставится крест.
- ВС VIII созыва — был ли депутат избран в Верховный Совет СССР предыдущего (VIII) созыва.
- ВС X созыва — был ли депутат избран в Верховный Совет СССР последующего (X) созыва.
- Президиум — членство депутата в Президиуме Верховного Совета IX созыва, с указанием должности (председатель, заместитель председателя, секретарь или член). Для депутатов, не входивших в Президиум, в данной графе ставится крест.

Жирным шрифтом выделены председатели палат Верховного Совета, курсивом — их заместители.
Партийная принадлежность (на момент избрания):
 Член КПСС
 Кандидат в члены КПСС
 Член ВЛКСМ
 Беспартийный

## Список
| Портрет | ФИО                                                | Номер округа | Избирательный округ              | Республика (регион)                            | Членство в КПСС и ВКЛСМ | Должность | Палата                                 | Комиссии                                                                    |
| ------- | -------------------------------------------------- | ------------ | -------------------------------- | ---------------------------------------------- | ----------------------- | --- | -------------------------------------- | --------------------------------------------------------------------------- |
|         | Абашидзе, Григорий Григорьевич (1914—1994)         | 175          | Зестафонский                     | Грузинская ССР                                 | член КПСС, с 1944       | председатель правления Союза писателей Грузинской ССР | Совет Национальностей                  | Мандатная комиссия, член                                                    |
|         | Аббасов, Фарзали Гатам оглы (р. 1932)              | 208          | Казахский                        | Азербайджанская ССР                            | член КПСС, с 1955       | бригадир виноградарской бригады совхоза им. Самеда Вургуна Казахского района | Совет Национальностей                  | Комиссия по товарам народного потребления, член                             |
|         | Абдукаримов, Исатай Абдукаримович (1923—2001)      | 139          | Кзыл-Ординский                   | Казахская ССР (Кзыл-Ординская область)         | член КПСС, с 1944       | первый секретарь Кзыл-Ординского обкома КП Казахстана | Совет Национальностей                  | Комиссия по транспорту и связи, член                                        |
|         | Абдуллаев, Гасан Мамедбагир оглы (1918—1993)       | 223          | Шекинский                        | Азербайджанская ССР                            | член КПСС, с 1942       | президент Академии наук Азербайджанской ССР | Совет Национальностей                  | Комиссия по народному образованию, науке и культуре, член                   |
|         | Абдуллоев, Гафор (1927—1995)                       | 747          | Кулябский                        | Таджикская ССР (Кулябская область)             | член КПСС, с 1968       | бригадир комплексно-механизированной бригады колхоза им. Ленина Восейского района | Совет Союза                            | Планово-бюджетная комиссия, член                                            |
|         | Аблабекова, Максат (род. 1949)                     | 330          | Калининский                      | Киргизская ССР                                 | член ВЛКСМ              | помощник звеньевого колхоза им. Ярославского Калининского района | Совет Национальностей                  | Комиссия по товарам народного потребления, член                             |
|         | Аболтинь, Павел Теодорович (1916—1981)             | 290          | Ленинградский                    | Латвийская ССР                                 | член КПСС, с 1966       | столяр Рижского мебельного комбината | Совет Национальностей                  | Комиссия по промышленности, член                                            |
|         | Абрасимов, Пётр Андреевич (1912—2009)              | 450          | Таллинско—Калининский            | Эстонская ССР                                  | член КПСС, с 1940       | заведующий Отделом ЦК КПСС по работе с заграничными кадрами и выездам за границу | Совет Национальностей                  | Комиссия по иностранным делам, член                                         |
|         | Авакян, Зарик Ивановна (род. 1933)                 | 407          | Иджеванский                      | Армянская ССР                                  | беспартийная            | табаковод колхоза села Неркин Кармирахпюр Шамшадинского района | Совет Национальностей                  | Комиссия по охране природы, член                                            |
|         | Авдюкевич, Лонгин Иванович (1916—1988)             | 306          | Екабпилсский                     | Латвийская ССР                                 | член КПСС, с 1940       | председатель КГБ при Совете Министров Латвийской ССР | Совет Национальностей                  | Комиссия по здравоохранению и социальному обеспечению, член                 |
|         | Аверкин, Виктор Кириллович (род. 1938)             | 602          | Ленинский                        | РСФСР (Мордовская АССР)                        | беспартийный            | машинист экскаватора специализированного управления «Спецстроймеханизация» треста Мордовпромстрой, г. Саранск                                                                           | Совет Национальностей                  | Комиссия по торговле, бытовому обслуживанию и коммунальному хозяйству, член |
|         | Авраменко, Степан Степанович (1918—2010)           | 110          | Белогорский                      | РСФСР (Амурская область)                       | член КПСС, с 1950       | первый секретарь Амурского обкома КПСС | Совет Союза                            | Комиссия по транспорту и связи, член                                        |
|         | Агаев, Ахмед Сахиб оглы (род. 1948)                | 214          | Масаллинский                     | Азербайджанская ССР                            | член ВКЛСМ              | тракторист совхоза «1 мая» Джалилабадского района | Совет Национальностей                  |                                                                             |
|         | Аглуллин, Рауф Абдуллович (1930—2006)              | 643          | Тетюшский                        | РСФСР (Татарская АССР)                         | член КПСС, с 1956       | председатель колхоза «Память Ленина» Буинского района | Совет Национальностей                  | Комиссия по народному образованию, науке и культуре, член                   |
|         | Адыгешаов, Аслан Агурбиевич (род. 1946)            | 104          | Черкесский                       | РСФСР (Карачаево-Черкесская АО)                | член ВЛКСМ              | механизатор колхоза «40 лет Октября» Адыге-Хабльского района | Совет Национальностей                  | Комиссия по промышлености, член                                             |
|         | Азаров, Алексей Иванович (род. 1950)               | 240          | Барабинский                      | РСФСР (Новосибирская область)                  | член ВЛКСМ              | тракторист-комбайнёр совхоза «Комарьевский» Доволенского района | Совет Союза                            | ❌                                                                          |
|         | Азимова, Халима (род. 1950)                        | 112          | Денауский                        | Узбекская ССР (Сурхандарьинская область)       | беспартийная            | бригадир хлопководческой бригады им. Сабира Рахимова Денауского района | Совет Национальностей                  | ❌                                                                          |
|         | Азимханов, Азам (род. 1941)                        | 609          | Каршинский                       | Узбекская ССР (Кашкадарьинская область)        | беспартийный            | бульдозерист управления механизированных работ треста Водстрой управления Каршистрой | Совет Союза                            | ❌                                                                          |
|         | Айрапетян, Гаяне Мкртичевна (род. 1950)            | 396          | Абовянский                       | Армянская ССР                                  | член ВКЛСМ              | сборщица электротехнического объединения г. Абовян | Совет Национальностей                  | ❌                                                                          |
|         | Айтбаев, Базылбек (1926—1986)                      | 334          | Кировский                        | Киргизская ССР                                 | беспартийный            | старший чабан колхоза «Бейшеке» Кировского района | Совет Национальностей                  | ❌                                                                          |
|         | Айтматов, Чингиз Торекулович (1928—2008)           | 322          | Фрунзенский — Первомайский       | Киргизская ССР                                 | член КПСС, с 1959       | писатель, председатель правления Союза кинематографистов Киргизской ССР | Совет Национальностей                  | Комиссия по иностранным делам, член                                         |
|         | Айтпасов, Дмитрий Васильевич (род. 1950)           | 709          | Усть-Канский                     | РСФСР (Горно-Алтайская АО)                     | член ВЛКСМ              | рабочий совхоза «Амурский» Усть-Коксинского района | Совет Национальностей                  | ❌                                                                          |
|         | Акбаров, Обиджон (род. 1929)                       | 99           | Избасканский                     | Узбекская ССР (Андижанская область)            | член КПСС, с 1960       | бригадир комплексной механизированной бригады совхоза «Комсомол» Комсомолабадского района                                                                                               | Совет Национальностей                  | Планово-бюджетная комиссия, член                                            |
|         | Акименко, Вера Васильевна (род. 1947)              | 71           | Апшеронский                      | РСФСР (Краснодарский край)                     | член ВЛКСМ              | телятница колхоза «Заветы Ильича» Белореченского района | Совет Союза                            | Комиссия по строительству и промышленности строительных материалов, член    |
|         | Акматжанов, Нематжан (род. 1946)                   | 337          | Ленин-Джольский                  | Киргизская ССР (Ошская область)                | член ВЛКСМ              | бригадир комплексной хлопководческой бригады колхоза «Коммунизм» Ленинского района | Совет Национальностей                  | Комиссия по товарам народного потребления, член                             |
|         | Акматов, Таштанбек Акматович (род. 1938)           | 329          | Иссык-Кульский                   | Киргизская ССР (Иссык-Кульская область)        | член КПСС, с 1965       | старший чабан колхоза имени XII партсъезда Тонского района | Совет Национальностей                  | Комиссия по делам молодёжи, член                                            |
|         | Акмен, Анна Яновна (род. 1928)                     | 297          | Алуксненский                     | Латвийская ССР                                 | член КПСС, с 1959       | директор Лиепненской школы-интерната Алуксненского района | Совет Национальностей                  | Комиссия по народному образованию, науке и культуре, член                   |
|         | Акназаров, Зекерия Шарафутдинович (1924—2010)      | 511          | Октябрьский                      | РСФСР (Башкирская АССР)                        | член КПСС, с 1945       | председатель Совета Министров Башкирской АССР | Совет Национальностей                  | Комиссия по транспорту и связи, член                                        |
|         | Акопян Арцруни Суренович (род. 1948)               | 400          | Артикский                        | Армянская ССР                                  | член КПСС, с 1973       | машинист камнерезного агрегата комбината «Артиктуф» | Совет Национальностей                  | Комиссия по строительству и промышленности строительных материалов, член    |
|         | Акрамова, Халима (род. 1951)                       | 631          | Маргиланский                     | Узбекская ССР (Ферганская область)             | член ВЛКСМ              | ткачиха Маргиланской фирмы авровых тканей «Атлас», г. Маргилан | Совет Союза                            | Комиссия по делам молодёжи, член                                            |
|         | Аксёнов, Александр Никифорович (1924—2009)         | 587          | Гродненский                      | Белорусская ССР (Гродненская область)          | член КПСС, с 1945       | второй секретарь ЦК КП Белоруссии | Совет Союза                            | Мандатная комиссия заместитель председателя                                 |
|         | Аксёнов, Николай Фёдорович (1928—1985)             | 610          | Шебалинский                      | РСФСР (Алтайский край)                         | член КПСС, с 1953       | председатель Алтайского крайисполкома | Совет Национальностей                  | Комиссия по товарам народного потребления, заместитель председателя         |
|         | Акулинцев, Василий Кузьмич (1916—1993)             | 136          | Железнодорожный                  | Казахская ССР (Карагандинская область)         | член КПСС, с 1944       | первый секретарь Карагандинского обкома КП Казахстана | Совет Национальностей                  | Комиссия по строительству и промышленности строительных материалов, член    |
|         | Акчурин, Леонтий Николаевич (1933—1985)            | 683          | Батыревский                      | РСФСР (Чувашская АССР)                         | член КПСС, с 1967       | тракторист колхоза «Красный Октябрь» Комсомольского района | Совет Национальностей                  | Комиссия по товарам народного потребления, член                             |
|         | Акыева, Гурбанбиби (род. 1950)                     | 436          | Марыйский сельский               | Туркменская ССР (Марыйская область)            | кандидат в члены КПСС   | колхозница колхоза им. Чкалова Марыйского района | Совет Национальностей                  | Комиссия по транспорту и связи, член                                        |
|         | Алакаев, Хамзат (род. 1926)                        | 673          | Гудермесский                     | РСФСР (Чечено-Ингушская АССР)                  | член КПСС, с 1957       | бригадир комплексной бригады колхоза «40 лет Октября» Гудермесского района | Совет Национальностей                  | Комиссия по транспорту и связи, член                                        |
|         | Албаева, Валентина Максимовна (род. 1935)          | 110          | Самаркандский городской          | Узбекская ССР (Самаркандская область)          | беспартийная            | ткачиха Самаркандской шёлкоткацкой фабрики имени 26 Бакинских комиссаров | Совет Национальностей                  | ❌                                                                          |
|         | Александрина, Антонина Михайловна (род. 1939)      | 688          | Шумерлинский                     | РСФСР (Чувашская АССР)                         | беспартийная            | птичница колхоза им. М. Горького Порецкого района | Совет Национальностей                  | ❌                                                                          |
|         | Александров-Агентов, Андрей Михайлович (1918—1993) | 236          | Дзержинский                      | РСФСР (Новосибирская область)                  | член КПСС, с 1948       | помощник по международным делам Генерального секретаря ЦК КПСС | Совет Союза                            | Комиссия по иностранным делам, член                                         |
|         | Александрова, Галина Филипповна (род. 1937)        | 500          | Добровеличковский                | Украинская ССР (Кировоградская область)        | беспартийная            | доярка колхоза «Заря коммунизма» села Надлак Новоархангельского района | Совет Союза                            | ❌                                                                          |
|         | Алексеева, Вера Андреевна (род. 1945)              | 352          | Чуйский                          | Киргизская ССР                                 | беспартийная            | бригадир диффузионной батареи Токмакского сахарного завода | Совет Национальностей                  | Комиссия по сельскому хозяйству, член                                       |
|         | Алексеева, Римма Николаевна (род. 1930)            | 103          | Пятигорский                      | РСФСР (Ставропольский край)                    | член КПСС, с 1962       | главный врач базового санатория «Москва», г. Кисловодск | Совет Союза                            | Планово-бюджетная комиссия, член                                            |
|         | Алексеевский, Евгений Евгеньевич (1906—1979)       | 435          | Марыйский городской              | Туркменская ССР (Марыйская область)            | член КПСС, с 1925       | министр мелиорации и водного хозяйства СССР | Совет Национальностей                  | ❌                                                                          |
|         | Алиев, Гейдар Алирза оглы (1923—2003)              | 691          | Бакинский — Ленинский            | Азербайджанская ССР                            | член КПСС, с 1945       | первый секретарь ЦК КП Азербайджана | Совет Союза (заместитель председателя) | ❌                                                                          |
|         | Алиев, Энвер Алиевич (1927—2017)                   | 121          | Янгиюльский                      | Узбекская ССР (Ташкентская область)            | член КПСС, с 1966       | звеньевой-механизатор совхоза им. Пятилетия Узбекской ССР Нижнечирчикского района | Совет Национальностей                  | Комиссия по транспорту и связи, член                                        |
|         | Алтаева, Александра Филипповна (род. 1947)         | 641          | Актюбинский городской            | Казахская ССР (Актюбинская область)            | член ВЛКСМ              | оператор завода железобетонных изделий «Актюбстрой» | Совет Союза                            | ❌                                                                          |
|         | Алтайбаева, Улбала (1923—2007)                     | 653          | Кзыл-Ординский                   | Казахская ССР (Кзыл-Ординская область)         | член КПСС, с 1947       | звеньевая рисоводческого звена колхоза «Коммунизм» Чиилийского района | Совет Союза                            | ❌                                                                          |
|         | Алтунин, Александр Терентьевич (1921—1989)         | 672          | Грозненский сельский             | РСФСР (Чечено-Ингушская АССР)                  | член КПСС, с 1943       | начальник Гражданской обороны СССР — заместитель Министра обороны СССР | Совет Национальностей                  | Комиссия по товарам народного потребления, член                             |
|         | Алуев, Иван Фролович (род. 1927)                   | 608          | Ковылкинский                     | РСФСР (Мордовская АССР)                        | член КПСС, с 1965       | председатель колхоза «Светлый путь» Ковылкинского района | Совет Национальностей                  | Комиссия по сельскому хозяйству, член                                       |
|         | Алыбаев, Арипбай Алыбаевич (1926—2008)             | 666          | Талды-Курганский городской       | Казахская ССР (Талды-Курганская область)       | член КПСС, с 1949       | первый секретарь Талды-Курганского обкома КП Казахстанам | Совет Союза                            | Комиссия по народному образованию, науке и культуре, член                   |
|         | Альжанов, Тлеубай Муканович (1936—2004)            | 673          | Чимкентский                      | Казахская ССР (Чимкентская область)            | член КПСС, с 1956       | директор Чимкентского фосфорного завода им. 50-летия Октябрьской революции | Совет Союза                            | Комиссия по здравоохранению и социальному обеспечению, член                 |
|         | Амантаева, Майра Тургановна (род. 1947)            | 639          | Алма-Атинский сельский           | Казахская ССР (Алма-Атинская область)          | член КПСС, с 1956       | учительница средней школы имени Абая села Чилик Чиликского района | Совет Союза                            | Комиссия по народному образованию, науке и культуре, член                   |
|         | Амбарцумян, Виктор Амазаспович (1908—1996)         | 754          | Кироваканский                    | Армянская ССР                                  | член КПСС, с 1940       | президент Академии наук Армянской ССР, директор Бюраканской астрофизической обсерватории, г. Ереван                                                                                     | Совет Союза                            | Комиссия по иностранным делам, член                                         |
|         | Аммосова, Матрёна Ивановна (1930—2000)             | 693          | Булунский                        | РСФСР (Якутская АССР)                          | член КПСС, с 1966       | старший зверовод колхоза «Силянняхский» Усть-Янского района | Совет Национальностей                  | ❌                                                                          |
|         | Амосов, Николай Михайлович (1913—2002)             | 490          | Киевско-Московский               | Украинская ССР (Киевская область)              | беспартийный            | заместитель директора по науке Киевского научно-исследовательского института туберкулёза и грудной хирургии, заведующий отделом биокибернетики Института кибернетики Академии наук УССР | Совет Союза                            | Комиссия по здравоохранению и социальному обеспечению, член                 |
|         | Андреев, Александр Никитович (1917—1988)           | 562          | Звенигородский                   | Украинская ССР (Черкасская область)            | член КПСС, с 1944       | первый секретарь Черкасского обкома КП Украины | Совет Союза                            | Комиссия по торговле, бытовому обслуживанию и коммунальному хозяйству, член |
|         | Андриевский, Михаил Константинович (1922—1998)     | 54           | Полтавский                       | Украинская ССР (Полтавская область)            | член КПСС, с 1944       | директор Гадячской средней школы-интерната им. Героя Советского Союза Е. П. Кочергина                                                                                                   | Совет Национальностей                  | Комиссия по товарам народного потребления, член                             |
|         | Андропов, Юрий Владимирович (1914—1984)            | 29           | Каширский                        | РСФСР (Московская область)                     | член КПСС, с 1939       | председатель КГБ при Совете Министров СССР | Совет Союза                            | ❌                                                                          |
|         | Анисимов Павел Петрович (1928—2010)                | 409          | Кафанский                        | Армянская ССР                                  | член КПСС, с 1952       | второй секретарь ЦК КП Армении | Совет Национальностей                  | Комиссия законодательных предположений, член                                |
|         | Анисова, Тамара Алексеевна (1929—2011)             | 681          | Чебоксарский сельский            | РСФСР (Чувашская АССР)                         | член КПСС, с 1954       | учитель химии и биологии Моргаушской средней школы Моргаушского района | Совет Национальностей                  | Комиссия по народному образованию, науке и культуре, член                   |
|         | Аннамухаммедова, Гызылгул (1921-?)                 | 426          | Иолотанский                      | Туркменская ССР (Марыйская область)            | член КПСС, с 1952       | председатель колхоза «Коммунизм» Туркмен-Калинского района | Совет Национальностей                  | Комиссия по здравоохранению и социальному обеспечению, член                 |
|         | Аннаниязов, Базар (род. 1932)                      | 427          | Каахкаинский                     | Туркменская ССР (Марыйская область)            | член КПСС, с 1960       | начальник управления «Каракумстрой» Министерства мелиорации и водного хозяйства СССР | Совет Национальностей                  | Комиссия по сельскому хозяйству, секретарь                                  |
|         | Аннаоразов, Пода (1922—2010)                       | 438          | Сакар-Чагинский                  | Туркменская ССР (Марыйская область)            | член КПСС, с 1946       | первый секретарь Марыйского обкома КП Туркмении | Совет Национальностей                  | Комиссия по народному образованию, науке и культуре, член                   |
|         | Антипин, Михаил Николаевич (род. 1935)             | 413          | Можгинский                       | РСФСР (Удмуртская АССР)                        | беспартийный            | тракторист колхоза «1 мая» Малопургинского района | Совет Союза                            | Комиссия по здравоохранению и социальному обеспечению, член                 |
|         | Антонов, Алексей Константинович (1912—2010)        | 287          | Таганрогский                     | РСФСР (Ростовская область)                     | член КПСС, с 1940       | министр электротехнической промышленности СССР | Совет Союза                            | Комиссия по здравоохранению и социальному обеспечению, член                 |
|         | Антонов, Николай Афанасьевич (1912—2010)           | 234          | Боровичский                      | РСФСР (Новгородская область)                   | член КПСС, с 1940       | первый секретарь Новгородского обкома КПСС | Совет Союза                            | Комиссия по народному образованию, науке и культуре, член                   |
|         | Антонов Сергей Фёдорович (1906—1984)               | 736          | Иссык-Кульский                   | Киргизская ССР (Иссык-Кульская область)        | член КПСС, с 1937       | министр мясной и молочной промышленности СССР | Совет Союза                            | Комиссия по транспорту и связи, член                                        |
|         | Антонова, Валентина Семёновна (род. 1933)          | 129          | Владимирский                     | РСФСР (Владимирская область)                   | беспартийная            | бригадир животноводства Владимирской государственной областной сельскохозяйственной опытной станции, г. Суздаль                                                                         | Совет Союза                            | Комиссия по народному образованию, науке и культуре, член                   |
|         | Анчабадзе, Зураб Вианорович (1920—1984)            | 185          | Сухумский городской              | Грузинская ССР (Абхазская АССР)                | член КПСС, с 1968       | ректор Сухумского государственного педагогического института им. А. М. Горького | Совет Национальностей                  | Комиссия по иностранным делам, член                                         |
|         | Апряткин, Семён Семёнович (1911—1977)              | 671          | Старопромысловский               | РСФСР (Чечено-Ингушская АССР)                  | член КПСС, с 1948       | первый секретарь Чечено-Ингушского областного комитета КПСС | Совет Национальностей                  | Мандатная комиссия, член                                                    |
|         | Апчева, Ольга Гурьевна (1940—1984)                 | 684          | Вурнарский                       | РСФСР (Чувашская АССР)                         | член КПСС, с 1968       | доярка колхоза имени Калинина Ибресинского района | Совет Национальностей                  | Мандатная комиссия, член                                                    |
|         | Аракелян, Артём Мамиконович (род. 1940)            | 406          | Ехегнадзорский                   | Армянская ССР                                  | член КПСС, с 1965       | бригадир проходчиков строительного управления «Арпа-Севанстрой» | Совет Национальностей                  | Комиссия по здравоохранению и социальному обеспечению, член                 |
|         | Аракелян, Мнацакан Хачатурович (1925-?)            | 415          | Талинский                        | Армянская ССР                                  | член КПСС, с 1964       | бригадир овцеводческой бригады Алагязского совхоза Талинского района | Совет Национальностей                  | Комиссия по сельскому хозяйству, член                                       |
|         | Арбатов, Георгий Аркадьевич (1923—2010)            | 224          | Шемахинский                      | Азербайджанская ССР                            | член КПСС, с 1943       | директор Института США Академии наук СССР | Совет Национальностей                  | Комиссия по иностранным делам, член                                         |
|         | Арбузов, Борис Александрович (1903—1991)           | 400          | Советский                        | РСФСР (Татарская АССР)                         | беспартийный            | директор Казанского научно-исследовательского химического института им. А. М. Бутлерова                                                                                                 | Совет Союза                            | ❌                                                                          |
|         | Ардин, Владимир Иванович (1928—2017)               | 356          | Читинский городской              | РСФСР (Читинская область)                      | член КПСС, с 1960       | бригадир очистной комплексно-механизированной бригады шахты «Восточная» комбината «Востсибуголь», г. Чита                                                                               | Совет Союза                            | ❌                                                                          |
|         | Аржинт, Клавдия Ивановна (род. 1946)               | 675          | Наурский                         | РСФСР (Чечено-Ингушская АССР)                  | член ВЛКСМ              | бригадир виноградарской бригады колхоза им. Менжинского Шелковского района | Совет Национальностей                  | ❌                                                                          |
|         | Арзуманян, Григорий Агафонович (1919—1976)         | 756          | Севанский                        | Армянская ССР                                  | член КПСС, с 1944       | председатель Совета Министров Армянской ССР | Совет Союза                            | ❌                                                                          |
|         | Арзымаматова, Асылкан (род. 1939)                  | 324          | Алайский                         | Киргизская ССР (Ошская область)                | беспартийная            | учительница биологии и химии средней школы «Большевик» Алайского района | Совет Национальностей                  | Планово-бюджетная комиссия, член                                            |
|         | Аристов, Борис Иванович (1925—2018)                | 50           | Петроградский                    | РСФСР (Ленинград)                              | член КПСС, с 1945       | первый секретарь Ленинградского горкома КПСС | Совет Союза                            | Комиссия по иностранным делам, член                                         |
|         | Артоболевский, Иван Иванович (1905—1977)           | 430          | Тульчинский                      | Украинская ССР (Винницкая область)             | беспартийный            | председатель правления Всесоюзного общества «Знание» | Совет Союза                            | ❌                                                                          |
|         | Арутюнян, Нагуш Хачатурович (1912—1993)            | 398          | Араратский                       | Армянская ССР                                  | член КПСС, с 1942       | председатель Президиума Верховного Совета Армянской ССР | Совет Национальностей                  | ❌                                                                          |
|         | Арутюнян, Тамара Зедоевна (род. 1951)              | 399          | Арташатский                      | Армянская ССР                                  | член ВЛКСМ              | звеньевая колхоза села Кахцрашен Арташатского района | Совет Национальностей                  | Комиссия по делам молодёжи, член                                            |
|         | Архипов, Иван Васильевич (1907—1998)               | 25           | Свердловский                     | РСФСР (Свердловская область)                   | член КПСС, с 1928       | заместитель председателя Совета Министров СССР | Совет Союза                            | ❌                                                                          |
|         | Асанбаев, Карачал (род. 1946)                      | 348          | Токтогульский                    | Киргизская ССР (Ошская область)                | член ВЛКСМ              | старший чабан совхоза им. Боконбаева Токтогульского района | Совет Национальностей                  | ❌                                                                          |
|         | Асанкулов, Джумабек Асанкулович (1927—2007)        | 333          | Кеминский                        | Киргизская ССР                                 | член КПСС, с 1947       | председатель Комитета государственной безопасности при Совете Министров Киргизской ССР                                                                                                  | Совет Национальностей                  | Комиссия по делам молодёжи, член                                            |
|         | Асатиани, Владимир Алексеевич (1930—1979)          | 163          | Тбилисский — имени 26 Комиссаров | Грузинская ССР                                 | член КПСС, с 1951       | слесарь-монтажник Тбилисского авиационного завода имени Г. Димитрова Министерства авиационной промышленности СССР                                                                       | Совет Национальностей                  | ❌                                                                          |
|         | Асимов, Мухамед Сайфитдинович (1920—1996)          | 744          | Гармский                         | Таджикская ССР                                 | член КПСС, с 1945       | президент Академии наук Таджикской ССР | Совет Союза                            | Комиссия по охране природы, заместитель председателя                        |
|         | Аскаров, Асанбай Аскарулы (1922—2001)              | 138          | Каскеленский                     | Казахская ССР (Алма-Атинская область)          | член КПСС, с 1945       | первый секретарь Алма-Атинского обкома КП Казахстана | Совет Национальностей                  | Комиссия по делам молодёжи, председатель                                    |
|         | Астанков, Алексей Фёдорович (1925—1985)            | 226          | Грязинский                       | РСФСР (Липецкая область)                       | член КПСС, с 1954       | председатель колхоза имени Фрунзе Добринского района | Совет Союза                            | Планово-бюджетная комиссия, член                                            |
|         | Асхадуллин, Галимулла Асхадуллович (1928—2013)     | 635          | Кировский                        | РСФСР (Татарская АССР)                         | член КПСС, с 1970       | фрезеровщик Казанского авиационного завода имени С. В. Горбунова Министерства авиационной промышленности СССР                                                                           | Совет Национальностей                  | Планово-бюджетная комиссия, член                                            |
|         | Атаев, Байры (1926—?)                              | 434          | Куня-Ургенчский                  | Туркменская ССР (Ташаузская область)           | член КПСС, с 1952       | первый секретарь Ташаузского обкома КП Туркменистана | Совет Национальностей                  | Комиссия по охране природы, член                                            |
|         | Атаев, Гельды (род. 1933)                          | 420          | Ашхабадский — Железнодорожный    | Туркменская ССР (Ашхабадская область)          | беспартийный            | наладчик автоматов и полуавтоматов машиннованного цеха стекольного комбината им. В. И. Ленина, г. Ашхабад                                                                               | Совет Национальностей                  | Планово-бюджетная комиссия, член                                            |
|         | Атановский, Леонид Николаевич (род. 1938)          | 281          | Страшенский                      | Молдавская ССР                                 | член КПСС, с 1964       | первый секретарь Криулянского райкома КП Молдавии | Совет Национальностей                  | Комиссия по охране природы, член                                            |
|         | Атаходжаев, Акбар Касымович (1926—1994)            | 615          | Самаркандский городской          | Узбекская ССР (Самаркандская область)          | член КПСС, с 1951       | ректор Самаркандского государственного университета им. Алишера Навои | Совет Союза                            | Комиссия по народному образованию, науке и культуре, член                   |
|         | Атаян, Светлана Артёмовна (род. 1938)              | 386          | Ереванский — имени 26 Комиссаров | Армянская ССР                                  | беспартийная            | наладчица Ереванского электролампочного завода | Совет Национальностей                  | Комиссия по торговле, бытовому обслуживанию и коммунальному хозяйству, член |
|         | Аттоев, Салих Харунович (1934—1992)                | 544          | Урванский                        | РСФСР (Кабардино-Балкарская АССР)              | член КПСС, с 1967       | старший чабан колхоза «Путь к коммунизму» Советского района | Совет Национальностей                  | Комиссия по торговле, бытовому обслуживанию и коммунальному хозяйству, член |
|         | Аугис, Альгимантас Ромальдович (род. 1942)         | 256          | Шяуляйский сельский              | Литовская ССР                                  | член КПСС, с 1962       | председатель колхоза «Тарибинис артояс» Шяуляйского района | Совет Национальностей                  | Планово-бюджетная комиссия, член                                            |
|         | Ауельбеков, Еркин Нуржанович (1930—1999)           | 141          | Кокчетавский сельский            | Казахская ССР (Кокчетавская область)           | член КПСС, с 1962       | первый секретарь Кокчетавского обкома КП Казахстана | Совет Национальностей                  | Комиссия по сельскому хозяйству, член                                       |
|         | Аушкап, Эрик Янович (1928—1996)                    | 292          | Первомайский                     | Казахская ССР (Кокчетавская область)           | член КПСС, с 1962       | первый секретарь Рижского горкома КП Латвии | Совет Национальностей                  | Комиссия по товарам народного потребления, секретарь                        |
|         | Афанасьев, Виктор Иванович (род. 1947)             | 618          | Джидинский                       | РСФСР (Бурятская АССР)                         | член ВЛКСМ              | бригадир комплексной очистной бригады рудника Холтосон Джидинского вольфрамо-молибденового комбината                                                                                    | Совет Национальностей                  | Комиссия по делам молодёжи, член                                            |
|         | Афанасьев, Сергей Александрович (1918—2001)        | 301          | Ленинский                        | РСФСР (Свердловская область)                   | член КПСС, с 1943       | министр общего машиностроения СССР | Совет Союза                            | ❌                                                                          |
|         | Ахмедов, Кудратилла Ахмедович (1930-?)             | 636          | Турткульский                     | Узбекская ССР (Каракалпакская АССР)            | член КПСС, с 1952       | председатель Госплана Узбекской ССР | Совет Союза                            | Планово-бюджетная комиссия, член                                            |
|         | Ахмедов, Мухамметдурды (род. 1937)                 | 636          | Байрам-Алийский                  | Туркменская ССР (Марыйская область)            | член КПСС, с 1969       | механизатор совхоза им. 50-летия СССР Байрам-Алийского района | Совет Национальностей                  | Комиссия по иностранным делам, член                                         |
|         | Ахмедов, Новруз Абдулали оглы (1940—1976/1977)     | 698          | Кировабадский                    | Азербайджанская ССР                            | беспартийный            | старший спекальщик Кировабадского алюминиевого завода | Совет Союза                            | Комиссия по промышленности, член                                            |
|         | Ахмедов, Сабир Атакиши оглы (1933—2016)            | 217          | Сальянский                       | Азербайджанская ССР                            | член КПСС, с 1961       | бригадир тракторной бригады колхоза «Ени Муган» Сальянского района | Совет Национальностей                  | Комиссия по торговле, бытовому обслуживанию и коммунальному хозяйству, член |
|         | Ахуба, Елена Кирилловна (род. 1935)                | 490          | Очамчирский                      | Грузинская ССР (Абхазская АССР)                | беспартийная            | колхозница колхоза им. Лакоба Очамчирского района | Совет Национальностей                  | ❌                                                                          |
|         | Ахундова, Тамилла Юсиф кызы (род. 1944)            | 193          | Бакинский — Ленинский            | Азербайджанская ССР                            | беспартийная            | учительница русского языка и литературы школы № 96 Ленинского района Баку | Совет Национальностей                  | Комиссия по иностранным делам, член                                         |
|         | Ахунов, Гарифзян Ахунзянович (1925—2000)           | 645          | Чистопольский                    | РСФСР (Татарская АССР)                         | член КПСС, с 1969       | председатель правления Союза писателей Татарской АССР | Совет Национальностей                  | Комиссия по иностранным делам, член                                         |
|         | Ахунова, Инобат Нурахуновна (род. 1941)            | 103          | Джизакский                       | Узбекская ССР (Джизакская область)             | член КПСС, с 1963       | директор совхоза «Узбекистан» Мирзачульского района | Совет Национальностей                  | Комиссия по торговле, бытовому обслуживанию и коммунальному хозяйству, член |
|         | Ачкасова, Валентина Фёдоровна (род. 1939)          | 34           | Одинцовский                      | РСФСР (Московская область)                     | член КПСС, с 1967       | доярка совхоза «Звенигородский» Одинцовского района | Совет Союза                            | ❌                                                                          |
|         | Ашимбаев, Туткабай Ашимбаевич (1921—1983)          | 659          | Мангышлакский                    | Казахская ССР (Мангышлакская область)          | член КПСС, с 1940       | первый секретарь Мангышлакского обкома КПСС | Совет Союза                            | Комиссия по народному образованию, науке и культуре , член                  |
|         | Ашимов, Байкен Ашимович (1917—2010)                | 667          | Талды-Курганский                 | Казахская ССР (Мангышлакская область)          | член КПСС, с 1940       | председатель Совета Министров Казахской ССР | Совет Союза                            | Комиссия по народному образованию, науке и культуре, член                   |
|         | Ашуров, Мирсаид (род. 1936)                        | 363          | Исфаринский                      | Таджикская ССР (Ленинабадская область)         | беспартийный            | крепильшик горных выработок шахты им. Ленина шахтоуправления «Таджикское», г. Шураб | Совет Национальностей                  | Комиссия законодательных предположений, член                                |
|         | Ашутайтене, Анеле-Уршуле Юозовна (род. 1936)       | 252          | Шакяйский                        | Литовская ССР                                  | член КПСС, с 1969       | заведующая свинофермой колхоза «Раусве» Вилкавишского района | Совет Национальностей                  | Комиссия по делам молодёжи, член                                            |
|         | Аюшеев, Очир Бадмаевич (1940—2000)                 | 522          | Мухоршибирский                   | РСФСР (Бурятская АССР)                         | член КПСС, с 1973       | механизатор колхоза «Дружба» Бичурского района | Совет Национальностей                  | ❌                                                                          |
|         | Бабаев, Чары (род. 1931)                           | 444          | Тедженский                       | РСФСР (Ашхабадская область)                    | член КПСС, с 1974       | чабан колхоза им. Ленина Тедженского района | Совет Национальностей                  | ❌                                                                          |
|         | Бабаева, Латифа Муслим кызы (род. 1931)            | 621          | Неграмский                       | Азербайджанская ССР (Нахичеванская АССР)       | член КПСС, с 1971       | звеньевая колхоза им. Ленина Нахичеванского района | Совет Национальностей                  | ❌                                                                          |
|         | Бабакулиева, Амангуль (род. 1941)                  | 447          | Чарджоуский сельский             | Туркменская ССР (Чарджоуская область)          | беспартийная            | бригадир хлопководческой бригады совхоза «Ленинград» Чарджоуского района | Совет Национальностей                  | Планово-бюджетная комиссия, член                                            |
|         | Бабич, Виктор Константинович (1935-?)              | 596          | Слуцкий                          | Белорусская ССР (Минская область)              | член КПСС, с 1970       | бригадир комбайновой бригады, машинист комбайна рудника 2-го рудоуправления ПО «Беларуськалий» имени 50-летия СССР, г. Солигорск                                                        | Совет Союза                            | Комиссия по промышленности, член                                            |
|         | Багандова, Сузун (род. 1941)                       | 531          | Лакский                          | РСФСР (Дагестанская АССР)                      | беспартийная            | доярка совхоза «Кавказ» Левашинского района | Совет Национальностей                  | ❌                                                                          |
|         | Багиров, Аббас Мамедович (1913—1980)               | 617          | Джульфинский                     | Азербайджанская ССР (Нахичеванская АССР)       | член КПСС, с 1940       | начальник Азербайджанской железной дороги | Совет Национальностей                  | Комиссия по транспорту и связи, член                                        |
|         | Багиров, Кямран Мамед оглы (1933—2000)             | 219          | Сумгаитский                      | Азербайджанская ССР                            | член КПСС, с 1961       | первый секретарь Сумгаитского горкома КП Азербайджана | Совет Национальностей                  | Комиссия законодательных предположений, член                                |
|         | Багиров, Октай Алисатарович (род. 1941)            | 197          | Бакинский—Наримановский          | Азербайджанская ССР                            | член КПСС, с 1963       | бригадир фрезеровщиков Кишлинского машиностроительного завода, г. Баку | Совет Национальностей                  | ❌                                                                          |
|         | Баграмян, Иван Христофорович (1897—1982)           | 411          | Маисский                         | Армянская ССР                                  | член КПСС, с 1941       | генеральный инспектор Министерства обороны СССР | Совет Национальностей                  | Комиссия по делам молодёжи, член                                            |
|         | Бадмаева, Цыбикжап Аюшиевна (1928—2007)            | 517          | Баргузинский                     | РСФСР (Бурятская АССР)                         | член КПСС, с 1968       | старший чабан колхоза «Гаргинский» Курумканского района | Совет Национальностей                  | ❌                                                                          |
|         | Баженов, Аполос Афанасьевич (род. 1932)            | 662          | Глазовский                       | РСФСР (Удмуртская АССР)                        | беспартийный            | тракторист колхоза имени Ильича Глазовского района | Совет Национальностей                  | ❌                                                                          |
|         | Байбаков, Николай Константинович (1911—2008)       | 199          | Бакинский — Насиминский          | Азербайджанская ССР                            | член КПСС, с 1939       | председатель Госплана СССР | Совет Национальностей                  | ❌                                                                          |
|         | Байков, Александр Алексеевич (1929—?)              | 600          | Горецкий                         | Белорусская ССР (Могилёвская область)          | член КПСС, с 1966       | тракторист совхоза «Дрибинский» Дрибинского района | Совет Союза                            | Комиссия по промышленности, член                                            |
|         | Байрамкулова, Зухра Абдурахмановна (1940—2013)     | 725          | Прикубанский                     | РСФСР (Карачаево-Черкесская АО)                | член КПСС, с 1960       | доярка колхоза «Учкекенский» Малокарачаевского района | Совет Национальностей                  | ❌                                                                          |
|         | Байрамов, Гаджи Ага Байрам Али оглы (род.1935)     | 195          | Бакинский — Кировский            | Азербайджанская ССР                            | член КПСС, с 1959       | машинист локомотивного депо станции Баладжары Азербайджанской железной дороги | Совет Национальностей                  | Планово-бюджетная комиссия, член                                            |
|         | Бакаева, Фазила (род. 1948)                        | 100          | Бухарский городской              | Узбекская ССР (Бухарская область)              | член ВЛКСМ              | колхозница колхоза «Коммунизм» Свердловского района | Совет Национальностей                  | ❌                                                                          |
|         | Бакшинскис, Антанас Домович (род. 1941)            | 248          | Тельшяйский                      | Литовская ССР                                  | член КПСС, с 1966       | слесарь-инструментальщик Тельшяйского завода счётных машин | Совет Национальностей                  | Комиссия по промышленности, член                                            |
|         | Баландин, Анатолий Никифорович (1927—2014)         | 250          | Оренбургский сельский            | РСФСР (Оренбургская область)                   | член КПСС, с 1954       | председатель Оренбургского облисполкома | Совет Союза                            | Мандатная комиссия, секретарь                                               |
|         | Баландин, Юрий Николаевич (1925—2004)              | 206          | Галичский                        | РСФСР (Костромская область)                    | член КПСС, с 1944       | первый секретарь Костромского обкома КПСС | Совет Союза                            | Комиссия по товарам народного потребления, член                             |
|         | Банионис, Донатас Юозович (1924—2004)              | 711          | Паневежский                      | Литовская ССР                                  | член КПСС, с 1960       | артист Паневежского драматического театра | Совет Союза                            | Мандатная комиссия, член                                                    |
|         | Банников, Николай Васильевич (1914—2004)           | 172          | Братский                         | РСФСР (Иркутская область)                      | член КПСС, с 1940       | первый секретарь Иркутского обкома КПСС | Совет Союза                            | Комиссия по строительству и промышленности строительных материалов, член    |
|         | Баракбаева, Минаш Манаповна (род. 1939)            | 137          | Зайсанский                       | Казахская ССР (Восточно-Казахстанская область) | член КПСС, с 1959       | заведующая терапевтическим отделением Тарбагатайской районной больницы | Совет Национальностей                  | Комиссия по иностранным делам, член                                         |
|         | Баранников, Алексей Степанович (род. 1933)         | 242          | Купинский                        | РСФСР (Новосибирская область)                  | член КПСС, с 1961       | председатель колхоза «Новая семья» Карасукского района | Совет Союза                            | Комиссия по строительству и промышленности строительных материалов, член    |
|         | Барашков, Александр Васильевич (1931—2001)         | 364          | Рыбинский                        | РСФСР (Ярославская область)                    | член КПСС, с 1965       | слесарь сборочного цеха Рыбинского завода полиграфических машин | Совет Союза                            | ❌                                                                          |
|         | Барбакадзе, Юза Шаликоевич (род. 1936)             | 192          | Чиатурский                       | Грузинская ССР                                 | член КПСС, с 1958       | проходчик рудоуправления «Чиатурмарганец», г. Чиатура | Совет Национальностей                  | Комиссия по промышленности, член                                            |
|         | Баркаускас, Антанас Стасевич (1917—2008)           | 254          | Шилутский                        | Литовская ССР                                  | член КПСС, с 1942       | секретарь ЦК КП Литвы, председатель Верховного Совета Литовской ССР | Совет Национальностей                  | Мандатная комиссия, член                                                    |
|         | Баркова, Людмила Дмитриевна (род. 1944)            | 222          | Льговский                        | РСФСР (Курская область)                        | беспартийная            | учительница истории Банищанской средней школы Льговского района | Совет Союза                            | Планово-бюджетная комиссия, член                                            |
|         | Басаев, Александр Давидович (род. 1933)            | 633          | Правобережный                    | РСФСР (Северо-Осетинская АССР)                 | член КПСС, с 1957       | бригадир тракторно-полеводческой бригады колхоза «Хумалаг» Правобережного района | Совет Национальностей                  | Комиссия по строительству и промышленности строительных материалов, член    |
|         | Басанин, Борис Александрович (род. 1934)           | 273          | Чусовской                        | РСФСР (Пермская область)                       | кандидат в члены КПСС   | сталевар металлургического завода, г. Чусовой | Совет Союза                            | ❌                                                                          |
|         | Басов, Николай Геннадиевич (1922—2001)             | 15           | Октябрьский                      | РСФСР (Москва)                                 | член КПСС, с 1950       | директор Физического института им. П. Н. Лебедева Академии наук СССР | Совет Союза                            | Комиссия по делам молодёжи, член                                            |
|         | Батицкий, Павел Фёдорович (1910—1984)              | 605          | Бухарский городской              | Узбекская ССР (Бухарская область)              | член КПСС, с 1938       | Главнокомандующий войсками ПВО СССР — заместитель министра обороны СССР | Совет Союза                            | Комиссия по делам молодёжи, член                                            |
|         | Батомункуева, Мыдыгма Жигмитовна (род. 1928)       | 524          | Хоринский                        | РСФСР (Бурятская АССР)                         | член КПСС, с 1957       | доярка совхоза «Еравнинский» Еравнинского района | Совет Национальностей                  | Комиссия по торговле, бытовому обслуживанию и коммунальному хозяйству, член |
|         | Бахина, Марфа Леонтьевна (род. 1939)               | 563          | Нукусский                        | Узбекская ССР (Каракалпакская АССР)            | беспартийная            | оператор завода железобетонных изделий объединения «Водстройиндустрия», г. Нукус | Совет Национальностей                  | Мандатная комиссия, член                                                    |
|         | Бахирев, Вячеслав Васильевич (1916—1991)           | 27           | Смоленский                       | РСФСР (Смоленская область)                     | член КПСС, с 1951       | министр машиностроения СССР | Совет Национальностей                  | ❌                                                                          |
|         | Баширов, Раджаб-Дибир Гусейнович (1944—2014)       | 380          | Махачкалинский                   | РСФСР (Дагестанская АССР)                      | член КПСС, с 1971       | токарь Махачкалинского машиностроительного завода | Совет Союза                            | ❌                                                                          |
|         | Беглякова, Людмила Владимировна (род. 1950)        | 130          | Александровский                  | РСФСР (Владимирская область)                   | член КПСС, с 1972       | монтажница радиозавода в г. Александров | Совет Союза                            | Комиссия законодательных предположений, член                                |
|         | Бездетко, Андрей Павлович (1919—2000)              | 549          | Богодуховский                    | УССР (Харьковская область)                     | член КПСС, с 1944       | председатель Харьковского облисполкома | Совет Союза                            | Комиссия по охране природы, член                                            |
|         | Безносов, Павел Александрович (1919—2000)          | 389          | Сыктывкарский                    | РСФСР (Коми АССР)                              | член КПСС, с 1943       | председатель Совета министров Коми АССР | Совет Союза                            | Комиссия по промышленности, член                                            |
|         | Безрук, Павел Фёдорович (род. 1925)                | 483          | Ивано-Франковский                | УССР (Ивано-Франковская область)               | член КПСС, с 1949       | первый секретарь Ивано-Франковского обкома КП УКраины | Совет Союза                            | Комиссия по транспорту и связи, член                                        |
|         | Безуглов, Анатолий Иванович (1937—1987)            | 37           | Ворошиловградский                | УССР (Ворошиловградская область)               | беспартийный            | слесарь-инструментальщик холодноштамповочного цеха Ворошиловградского тепловозостроительного завода им. Октябрьской революции                                                           | Совет Национальностей                  | Мандатная комиссия, член                                                    |
|         | Безуглова, Любовь Федотовна (род. 1946)            | 92           | Владивостокский                  | РСФСР (Приморский край)                        | член ВЛКСМ              | старший матрос на судах Управления Востокрыбхолодфлота, г. Владивосток | Совет Союза                            | ❌                                                                          |
|         | Бей, Иван Теофанович (род. 1942)                   | 539          | Лубенский                        | УССР (Полтавская область)                      | член КПСС, с 1969       | бригадир тракторной бригады колхоза имени Мичурина Лубенского района | Совет Союза                            | ❌                                                                          |
|         | Бейбутов, Рашид Меджид оглы (1915—1989)            | 623          | Шахбузский                       | Азербайджанская ССР (Нахичеванская АССР)       | беспартийный            | директор, художественный руководитель и солист Азербайджанского государственного театра песни                                                                                           | Совет Национальностей                  | ❌                                                                          |
|         | Бекерене, Бируте Ионовна (род. 1947)               | 255          | Шяуляйский                       | Литовская ССР)                                 | член ВЛКСМ              | монтажница Шяуляйского телевизионного завода | Совет Национальностей                  | Комиссия по транспорту и связи, член                                        |
|         | Бекниязова, Тлеубеке (род. 1938)                   | 635          | Нукусский                        | Узбекская ССР (Каракалпакская АССР)            | беспартийная            | врач-невропатолог республиканской больницы № 2, г. Нукус | Совет Союза                            | Комиссия по здравоохранению и социальному обеспечению, член                 |
|         | Бектурганов, Хасан Шайахметович (1922—1987)        | 647          | Джамбульский                     | Казахская ССР (Джамбульская область)           | член КПСС, с 1942       | первый секретарь Джамбульского обкома КП КазССР | Совет Союза                            | Комиссия по здравоохранению и социальному обеспечению, член                 |
|         | Белик, Пётр Алексеевич (1909—1980)                 | 521          | Кяхтинский                       | РСФСР (Бурятская АССР)                         | член КПСС, с 1929       | командующий Забайкальским военным округом | Совет Национальностей                  | Комиссия по торговле, бытовому обслуживанию и коммунальному хозяйству, член |
|         |                                                    |              |                                  |                                                |                         | |                                        |                                                                             |
|         | Бисултанов, Жамлайла Абуязедович (род. 1937)       | 416          | Гудермесский                     | РСФСР (Чечено-Ингушской АССР)                  | член КПСС, с 1966       | слесарь-сборщик завода «Пищемаш» | Совет Союза                            | Комиссия по промышленности, член                                            |

## Б
- Белоножко, Степан Ефимович
- Белоусов, Николай Петрович
- Белуха Николай Андреевич
- Белых, Александра Павловна
- Беляева, Раиса Ивановна
- Беляк Константин Никитович
- Беляков Ростислав Аполлосович
- Беман, Эльмар Карлович
- Береговой Георгий Тимофеевич
- Березин Анатолий Иванович
- Берзегов, Нух Асланчериевич
- Беспалов Иван Петрович
- Бестаев, Сослан Георгиевич
- Бесчастнов Алексей Дмитриевич
- Бешимова, Джумагуль
- Бещев Борис Павлович
- Биешу Мария Лукьяновна
- Бисултанов, Жамлайла Абуязедович
- Битаутас, Ионас Ионович
- Бите, Илга Карловна
- Благнене, Бронислава-Ангонита Методо
- Блохина Ирина Николаевна
- Бобылёв, Александр Иванович
- Богатырёв, Владимир Петрович
- Богатырёва, Людмила Семёновна
- Богдана, Аусма Эрнестовна
- Боголюбов Николай Николаевич
- Богомяков Геннадий Павлович
- Бодашевский, Михаил Степанович
- Бодюл Иван Иванович
- Божко, Мария Болеславовна
- Бойко, Михаил Лукьянович
- Бойков, Пётр Иванович
- Бойцов, Василий Васильевич
- Бондарев, Анатолий Александрович
- Бондаренко Иван Афанасьевич
- Бондарчук, Александр Алексеевич
- Борисевич Николай Александрович
- Борисенко Николай Михайлович
- Борисенков, Николай Васильевич
- Борисов, Александр Васильевич
- Борисов, Пётр Михайлович
- Боричевская, Станислава Васильевна
- Боровиков, Эдуард Николаевич
- Бородин Андрей Михайлович
- Бородин, Василий Егорович
- Бородин Леонид Александрович
- Бородин Павел Дмитриевич
- Борсук, Леонора Владимировна
- Ботвин Александр Платонович
- Ботиров, Алим
- Бочарников, Юрий Алексеевич
- Братченко Борис Фёдорович
- Брежнев, Леонид Ильич
- Бреславский, Борис Иванович
- Брехов Константин Иванович
- Бровка, Пётр Устинович
- Бронников, Юрий Петрович
- Бронникова, Валентина Алексеевна
- Брызга, Лидия Дмитриевна
- Буачидзе, Изольда Ушанговна
- Буга, Вера Петровна
- Бугаев Борис Павлович
- Будеркин, Пётр Васильевич
- Булгаков Александр Александрович
- Булова, Валентина Павловна
- Булыга, Анатолий Павлович
- Бунчук, Нина Афанасьевна
- Бурашников, Борис Филиппович
- Бурмистров, Фёдор Петрович
- Буров, Иван Михайлович
- Буруян, Любовь Васильевна
- Бутманене, Милда-Елена Аницетовна
- Бутома Борис Евстафьевич[A 8]
- Бутримов, Анатолий Пантелеевич

## В
- Вадер Артур Павлович[A 9]
- Валиханов, Агзам Валиханович
- Валова, Анна Прокофьевна
- Варенников Валентин Иванович
- Васильев Николай Фёдорович
- Васильева, Валентина Алексеевна
- Васляев, Владимир Александрович
- Васягин Семён Петрович
- Ватченко Алексей Федосеевич
- Ващенко Григорий Иванович
- Вдовин, Валентин Степанович
- Вейпа, Валентина Станиславовна
- Векуа Илья Несторович
- Вердиева, Рахшанда Джафар кызы
- Вердиева, Сона Мухтар кызы
- Вереникина, Валентина Григорьевна
- Весёлов, Семён Михайлович
- Весёлова, Анна Ивановна
- Викторов Алексей Васильевич
- Викулова, Антонина Павловна
- Виноградова, Татьяна Александровна
- Вирсаладзе, Константин Спиридонович
- Виштак, Степанида Демидовна
- Власова, Любовь Ивановна
- Возная, Зинаида Петровна
- Вознесенский, Андрей Иванович
- Волкова, Людмила Петровна
- Воловченко Иван Платонович
- Волошин, Григорий Кузьмич
- Волошин, Иван Макарович
- Воробьев Георгий Иванович
- Ворожейкин, Николай Алексеевич
- Воронин, Иван Семёнович
- Воронин, Михаил Иванович
- Воронкова, Лидия Григорьевна
- Воронова, Клавдия Пантелеевна
- Воронцева Мария Константиновна
- Воропаев Михаил Гаврилович
- Воротников Виталий Иванович
- Восканян, Аркадий Хоренович
- Восс Август Эдуардович
- Всеволожский Михаил Николаевич
- Высоцкий, Александр Степанович
- Выучейский, Степан Николаевич
- Вялых, Валентина Васильевна

## Г
- Гава, Мария Андреевна
- Гаврилов Александр Григорьевич
- Гаврилова, Евгения Николаевна
- Гаврилович, Нина Ивановна
- Гавриш, Клавдия Георгиевна
- Гаджалиева, Миная Мамедали кызы
- Газарян, Сурен Михайлович
- Гаипов, Рузмет Гаипович
- Галаншин Константин Иванович
- Галдава, Вильгельм Константинович
- Галкин Дмитрий Прохорович
- Галкина, Нина Ивановна
- Галпакова, Тэч
- Галушка, Дмитрий Фёдорович
- Гамбаров Мамед Муталлим оглы
- Гамзатов, Расул Гамзатович
- Гапуров, Мухамедназар Гапурович
- Гарбузов Василий Фёдорович
- Гарибджанян Людвиг Папикович
- Гасанова Залхай Махмуд кызы
- Гасанова, Касира Наджафали кызы
- Гасанова Шамама Махмудалы кызы
- Гатауллин Самат Самигуллович
- Гаффарова, Мухтарам
- Гватуа, Аргенти Шалвович
- Гвоздев Виктор Александрович
- Геворкян, Гризельда Варосовна
- Гениевская, Тамара Карповна
- Георгадзе Михаил Порфирьевич
- Георгиев Александр Васильевич
- Герасимов Иван Александрович
- Геринг Яков Германович
- Гетьманец, Виталий Иванович
- Гилашвили Павел Георгиевич
- Гилите, Стасе-Матилда Андряус
- Гиталов Александр Васильевич
- Гладчук, Антонина Фёдоровна
- Глоба, Василий Андрианович
- Глушко Валентин Петрович
- Глушков Виктор Михайлович
- Гнатюк Дмитрий Михайлович
- Говоров Владимир Леонидович
- Гогитидзе, Кето Ахмедовна
- Гогоберидзе, Мери Османовна
- Голдин Николай Васильевич
- Голдобенко, Анатолий Витальевич
- Голенева Екатерина Михайловна
- Голиджашвили, Арсен Захарович
- Гончар Александр Терентьевич
- Гончаренко Борис Трофимович
- Гончаров Валентин Иванович
- Горбачёв, Михаил Сергеевич
- Горбаченко, Людмила Ильинична
- Городовиков Басан Бадьминович
- Горчаков Пётр Андреевич
- Горшков Аким Васильевич
- Горшков Сергей Георгиевич
- Горя, Юлия Гавриловна
- Горячев Фёдор Степанович
- Гояев, Хаджимурат Исакович
- Гребенюк, Раиса Фёдоровна
- Греков Леонид Иванович
- Гречко, Андрей Антонович[A 10]
- Грибков Анатолий Иванович
- Григорьев Михаил Григорьевич
- Гридасов, Дмитрий Матвеевич
- Гриняшина, Валентина Васильевна
- Гришин Виктор Васильевич
- Гришкявичус Пятрас Пятрович
- Гришманов Иван Александрович
- Гройсман, Любовь Израйлевна
- Громов, Юрий Иванович
- Громыко, Андрей Андреевич
- Гросул Яким Сергеевич[A 11]
- Грушецкий Иван Самойлович
- Гудков Александр Фёдорович
- Гуженко, Тимофей Борисович
- Гузенко Парфентий Васильевич[A 12]
- Гурьев, Николай Платонович
- Гусакова, Антонина Семёновна
- Гусейнов, Аслан Агагусейн оглы
- Гусейнов, Исрафил Сами оглы
- Гусейнова, Зулейха Исмаил кызы
- Гусёнков, Пётр Васильевич
- Густов Иван Степанович
- Гутова, Надежда Фёдоровна
- Гуторов, Валентин Владимирович
- Гуторов, Пётр Михайлович
- Гюльмисарян, Отари Григорьевич

## Д
- Давидонис, Бронюс Казевич
- Давидчик, Александра Леонтьевна
- Давлетова, Гулыпат Усмановна
- Давляткадамов Хушкадам
- Давтян, Нерик Нерсесовна
- Давыдова, Зоя Александровна
- Дагелашвили, Тамаоа Александровна
- Дадашев, Сулейман Меджид оглы
- Дадашева, Туту Ханум Гаджи Баба кызы
- Данбаев, Куаныш
- Данилов, Степан Степанович
- Даурбекова, Зина Тагировна
- Дашко Николай Григорьевич
- Дворникова, Тамара Васильевна
- Дворянинова, Клавдия Платоновна
- Дегтярёв Владимир Иванович
- Дедолко, Владимир Андреевич
- Дементьев Пётр Васильевич[A 13]
- Демиденко Василий Петрович
- Демидов, Николай Владимирович
- Демильханова, Мария Зеяудиновна
- Демичев, Пётр Нилович
- Демчук, Раиса Егоровна
- Денисов Николай Семёнович
- Дергунова, Анна Андреевна
- Деревянных, Аэлита Ивановна
- Джавахишвили Гиви Димитриевич
- Джавахишвили, Нина Александровна
- Джигкаева, Зинаида Дмитриевна
- Джумаев, Акмурад
- Джуманиязов, Суванберди Абдуллаевич
- Джунусалиев, Малабай
- Дзапшипа, Галина Ладиковна
- Дзгоев, Еруслан Еламурзаевич
- Дзидаханов, Солтан Константинович
- Дзоценидзе, Георгий Самсонович[A 14]
- Дикусаров Владимир Григорьевич
- Дмитриева, Галина Никифоровна
- Добрик, Виктор Фёдорович
- Довбыга, Виктор Иннокентьевич
- Довгаль, Татьяна Андреевна
- Довженко Анна Денисовна
- Додобаева, Махфират
- Доенин Василий Николаевич[A 15]
- Долгих Владимир Иванович
- Доненбаева Камшат Байгазиновна
- Другов, Геннадий Иванович
- Дрыгин Анатолий Семёнович
- Дубинец, Просковья Фёдоровна
- Дубинина, Валентина Наумовна
- Дубровская, Марьянна Эдвардовна
- Дудин, Юрий Иванович[A 16]
- Дудник, Тамара Семёновна
- Дуйшеев Арстанбек Дуйшеевич
- Дулганова, Жанна Борисовна
- Думбра, Героним Иванович
- Дурдыева, Аннагозель
- Дутка, Софья Васильевна
- Дымшиц, Вениамин Эммануилович

## Е
- Евграфов, Леонтий Васильевич
- Евдокименко, Георгий Степанович
- Евдокимова, Людмила Дмитриевна
- Евтушевская, Валентина Александровна
- Евтушенко, Иван Васильевич
- Егизбаев Косай Алекулович
- Егоров Анатолий Григорьевич
- Егоров, Георгий Михайлович
- Егорова, Зоя Михайловна
- Егошина, Валентина Ивановна
- Ежевский Александр Александрович
- Екабсоне, Скайдрите Петровна
- Елистратова, Раиса Александровна
- Елькина, Мария Сидоровна
- Елютин Вячеслав Петрович
- Емельянова, Лидия Васильевна
- Епишев Алексей Алексеевич
- Еремей, Григорий Исидорович
- Ермаков, Иван Михайлович
- Ермаш Филипп Тимофеевич
- Ермин, Лев Борисович
- Ермошкин, Василий Дмитриевич
- Ерпилов Пётр Иванович
- Ефименко Георгий Григорьевич
- Ефимов Александр Николаевич
- Ештокин Афанасий Фёдорович[A 17]

## Ж
- Жаксыбеков Совет Шпекбаевич
- Жандаров, Виктор Яковлевич
- Жигалин Владимир Фёдорович
- Жолаушин, Шаяхмет Курманович
- Жуков, Анатолий Борисович
- Жуков Георгий Александрович
- Жунушов, Касымбек
- Жуня, Анна Язеповна
- Журавлёв, Борис Александрович
- Журавлёва, Евгения Александровна

## З
- Заболотный, Василий Макарович
- Загородний, Василий Иванович
- Загидова, Василя Алы кызы
- Заидов, Миргияс Аббасович
- Зайченко, Георгий Васильевич
- Зайченко, Николай Михайлович
- Закуева, Патимат Сулеймановна
- Замараева, Зинаида Васильевна
- Замятин Леонид Митрофанович
- Заостровский, Фёдор Петрович
- Заппарова, Роза Закировна
- Заргарян, Сулейман Арташесович
- Захаравичюте, Алдона Болесловна
- Захаров, Альберт Михайлович
- Захарова, Евгения Евгеньевна
- Зверев Сергей Алексеевич
- Зеленина, Раиса Ильинична
- Зеленковский Иван Фёдорович
- Зиманас, Генрикас Ошерович
- Зимянин Михаил Васильевич
- Зиненко, Иван Лаврентьевич
- Зитманис, Август Карлович
- Злобин Николай Анатольевич
- Золотухин Григорий Сергеевич
- Зольнова, Мария Митрофановна
- Зубенко, Александра Иосифовна
- Зубкова, Антонина Николаевна
- Зубов, Виктор Мокеевич
- Зуев, Владимир Евсеевич
- Зуева, Зинаида Васильевна
- Зуйкина, Ирина Александровна
- Зулаева, Мария Доржиевна

## И
- Ибрагимов Али Измаилович
- Ибрагимов Исмаил Али оглы
- Ибрагимов Мирзаолим Ибрагимович
- Ибрагимова, Одинамо Сониевна
- Ибрагимова, Рагиля Адигезал кызы
- Ибраимов Султан Ибраимович
- Иваниадзе, Важа Калистратович
- Иванникова Мария Сергеевна
- Иванов Борис Петрович
- Иванов, Виктор Афанасьевич
- Иванов Иван Иванович
- Иванов, Семён Семёнович
- Иванов, Юрий Михайлович
- Иванова, Тамара Михайловна
- Ивановский, Евгений Филиппович
- Ивашутин, Пётр Иванович
- Иващук, Дмитрий Иванович
- Ивлева, Анна Дмитриевна
- Игнатов Вадим Николаевич
- Игнатова, Людмила Алексеевна
- Игнатьев, Борис Сергеевич
- Икметова, Набира
- Ильина, Евдокия Ивановна
- Ильницкий, Юрий Васильевич
- Ильяшенко, Кирилл Фёдорович
- Имеева, Анастасия Парамоновна
- Имралиев, Сардар Мамед оглы
- Инаури, Алексей Николаевич
- Иноземцев, Николай Николаевич
- Ионайтис, Пётрас Пятрович
- Исаев, Василий Яковлевич
- Исаев, Серафим Иванович
- Искакова, Оразбике Джуматаевна
- Искандарова, Ханифа Сиражевна
- Исмаилова, Наиба Исмаил кызы
- Исмаилова, Нахида Мамедия кызы
- Истамгалин, Сафа Галиуллович
- Ишков Александр Акимович
- Ишлинский Александр Юльевич
- Ищенко, Александр Иванович
- Ищенко, Николай Михайлович

## К
- Кабалевский Дмитрий Борисович
- Кабалоев Билар Емазаевич
- Кабутов, Шобудин
- Каваляускайте, Алдона Антановна
- Кавун Василий Михайлович
- Кадагидзе Григорий Ильич
- Кадирбаева Фатима
- Кадыров Владимир Николаевич
- Казак, Венедикт Алексеевич
- Казаков Василий Иванович
- Казанец Иван Павлович
- Кайк Рупперт Рудольфович
- Кайрис Ксаверас Костович
- Каклдыкова, Татьяна Александровна
- Калашников Алексей Максимович
- Калашников Михаил Тимофеевич
- Калейс, Албертс Микелевич
- Каликин, Николай Борисович
- Калинина Ида Павловна
- Кальченко Никифор Тимофеевич
- Калюжная Мария Павловна
- Камалов Каллибек
- Камалова, Айым
- Каменский, Александр Фёдорович
- Кан, Анатолий
- Кандакова Александра Семёновна
- Кандаракова, Анна Макаровна
- Кандрёнков Андрей Андреевич
- Каниковский, Виктор Иванович
- Капитонов Иван Васильевич
- Капланян Грачя Никитович
- Караваев Георгий Аркадьевич
- Караев Кара Абульфаз оглы
- Каражаев, Дзастемир Мухаевич
- Каракеев Курман-Гали
- Карапетян, Гегецик Артюшевна
- Карапетян, Земфира Апетовна
- Карганян, Ася Мирдатовна
- Карлов Владимир Алексеевич
- Каррыев Чары Союнович
- Картаузов Леонид Михайлович
- Картофяну, Георгий Георгиевич
- Касатонов Владимир Афанасьевич
- Касимова, Минажат
- Касумов Имран Ашум оглы
- Касымова Адолат Тимуровна
- Касьяненко Фёдор Дмитриевич
- Катушев Константин Фёдорович
- Качин Дмитрий Иванович
- Качулина, Раиса Семёновна
- Кашапова, Рузеля Кашаповна
- Каява, Тийу Херманновна
- Кеворков Борис Саркисович
- Келдыш Мстислав Всеволодович[A 18]
- Керексибесова, Анна Михайловна
- Керешов, Хасанби Хатуевич
- Керимов Али Хабиб оглы
- Керимов Мансыр Паша оглы
- Керимова Сурая Абаскулу кызы
- Киивит Арно Петрович
- Кикнадзе Шалва Давидович
- Киракосян, Максим Осмакович
- Киргизбаева Тухтахон Базаровна
- Кириленко Андрей Павлович
- Кириллин Владимир Алексеевич
- Кириченко Николай Карпович
- Киселёв Тихон Яковлевич
- Киселёв Яков Павлович
- Киселёва, Галина Ивановна
- Киселёва, Зоя Александровна
- Киселёва, Маина Тимофеевна
- Киселёва, Нинель Степановна
- Киселёва, Тамара Ивановна
- Клаусон Вальтер Иванович
- Клепиков Михаил Иванович
- Клёцков Леонид Герасимович
- Клименко Иван Ефимович
- Климов Александр Петрович
- Клочкова, Валентина Алексеевна
- Клычев Аннамухамед
- Клычев Иззат Назарович
- Клюев Владимир Григорьевич
- Ключникова, Валентина Александровна
- Князев Филипп Кириллович
- Кобаидзе, Арсен Алексеевич
- Кобахидзе, Манана Калистратовна
- Кобахия, Валериан Османович
- Коберидзе, Изольда Шалвовна
- Кобыльчак, Михаил Митрофанович
- Ковалёв, Пётр Куприянович
- Ковалёва, Зоя Николаевна
- Ковалевская, Раиса Алексеевна
- Коваленко Александр Власович
- Ковина, Людмила Александровна
- Коерков, Иннокентий Иннокентьевич
- Кожантаев Джамшит Джунусович
- Кожевников Вадим Михайлович
- Кожевников Евгений Фёдорович
- Кожина, Валентина Кузьминична
- Кожухар, Алексей Васильевич
- Кожухарь, Евгения Фёдоровна
- Кожухивская, Юлия Ивановна
- Козаченко, Василий Павлович
- Козлов Николай Тимофеевич
- Козлов Сергей Васильевич
- Козуб, Надежда Григорьевна
- Козырь Павел Пантелеевич
- Кокарев Александр Акимович
- Коколашвили, Мириан Ираклиевич
- Колдунов Александр Иванович
- Колесников, Борис Иванович
- Колесов, Орест Андреевич
- Коломазов, Борис Иванович
- Колпакова Ирина Александровна
- Комаров, Евгений Александрович
- Комаров, Лев Николаевич
- Конгаржап, Хулер-оол Иргитович
- Кондратюк, Мария Яковлевна
- Коннов Вениамин Фёдорович
- Коновалов Николай Семёнович
- Кононенко, Вера Константиновна
- Кононова, Валентина Павловна
- Коноплёв Борис Всеволодович
- Конотоп Василий Иванович
- Константинов Анатолий Устинович
- Константинов, Владимир Леонидович
- Контанистова, Людмила Николаевна
- Кооп, Арнольд Викторович
- Копелев, Владимир Ефимович
- Корж Николай Афанасьевич
- Коровина, Екатерина Алексеевна
- Коровякова, Лидия Ивановна
- Королёва, Елизавета Николаевна
- Коротков, Евгений Иванович
- Корытков Николай Гаврилович
- Кос, Анатолий Осипович (Кос-Анатольский)
- Коспанов, Шапет Коспанович
- Костандов Леонид Аркадьевич
- Костенко, Павел Фёдорович
- Костерина, Алевтина Александровна
- Костоусов Анатолий Иванович
- Косыгин Алексей Николаевич
- Котов, Фёдор Яковлевич
- Кохонов, Филипп Лаврентьевич
- Кочерыгин, Николай Васильевич
- Кочетов, Андрей Алексеевич
- Кочинян Антон Ервандович[A 19]
- Кравченко, Николай Михайлович
- Кракан, Елена Васильевна
- Красиловская, Неля Фёдоровна
- Красильников, Виталий Сергеевич
- Крахмалёв Михаил Константинович
- Криулин Глеб Александрович
- Кролль, Александр Карлович
- Кружаев, Александр Никитович
- Круминьш, Волдемар Кристапович
- Крупнова, Валентина Ивановна
- Кручина Николай Ефимович
- Крылов, Алексей Иванович
- Крылов, Гурий Петрович
- Крюков, Василий Яковлевич
- Куанышева, Жанылган
- Кудрявцев, Владимир Леонтьевич
- Кудрявцев, Леонид Дмитриевич
- Кузнецов Василий Васильевич
- Кузнецов, Василий Дмитриевич
- Кузнецов, Лев Николаевич
- Кузнецов, Семён Иванович
- Кузьмичёва, Евдокия Яковлевна
- Кулаков Фёдор Давыдович
- Кулакова, Людмила Михайловна
- Кулатов, Турабай
- Кулдавлетова, Рамзия Хуснулловна
- Кулиджанов Лев Александрович
- Кулиев Кайсын Шуваевич
- Кулиева, Захра Таир кызы
- Кулиева, Зейнаб Ахмед кызы
- Куликов Виктор Георгиевич
- Куликов, Герман Алексеевич
- Куликов Яков Павлович
- Куличенко Леонид Сергеевич
- Кумукова, Кельдихан Азаматовна
- Кунаев Аскар Минлиахмедович
- Кунаев Динмухамед Ахмедович
- Кунгурова, Нина Ефимовна
- Куракин Евгений Фёдорович
- Курбанов, Хемра
- Курбанова, Кутбия
- Курбатов, Иван Степанович
- Курбатов, Михаил Николаевич
- Курбоналиева, Джахонгуль
- Курило, Валентина Антоновна
- Куркоткин Семён Константинович
- Кусаинов Сакан
- Кутахов Павел Степанович
- Куцевол Василий Степанович
- Кэбин Иван Густавович
- Кяйс, Оскар Аугустович

## Л
- Лаврентьев Михаил Алексеевич
- Лавская, Надежда Сергеевна
- Лагушкина, Фаина Ивановна
- Лазебный Николай Семёнович
- Лазу, Иван Тимофеевич
- Лапин Сергей Георгиевич
- Лаптев, Ананий Степанович
- Латкин, Владимир Егорович
- Латышев, Иван Тарасович
- Латифова Ханым Искандар кызы
- Лащенко Пётр Николаевич
- Лебедев Виктор Дмитриевич
- Лебедев Константин Васильевич
- Лебедева, Наталья Павловна
- Лебедева, Раиса Андреевна
- Лебедева, Римма Фёдоровна
- Леготин, Авинир Владимирович
- Леин Вольдемар Петрович
- Лендюк Устинья Владимировна
- Ленцман Леонид Николаевич
- Леонов Павел Артёмович
- Леонтьева, Клавдия Егоровна
- Лепёшкин, Владимир Александрович
- Лесечко Михаил Авксентьевич
- Либек, Екатерина Михайловна
- Ливенцов Василий Андреевич
- Лигачёв Егор Кузьмич
- Лиеберг Эндель Аугустович
- Лийв Валерий Рихардович
- Лине Велта Мартыновна
- Линцен, Людмила Васильевна
- Липатов Леонид Петрович
- Лисовой Тимофей Григорьевич
- Литвиненко, Алексей Афанасьевич
- Литвинов Иван Иванович
- Литовцев Дмитрий Иванович
- Личук Юстын Тодорович
- Лобанов Павел Павлович
- Лобанок Владимир Елисеевич
- Ломакин Виктор Павлович
- Ломако Пётр Фадеевич
- Ломоносов Владимир Григорьевич
- Лосев, Константин Семёнович
- Лоссманн, Хельбе Петровна
- Лощенков Фёдор Иванович
- Лукавенко, Тамара Ивановна
- Лунгу, Семён Мефодьевич
- Лунёв, Эдуард Фёдорович
- Лутак Иван Кондратьевич
- Лушневский, Казимир Иванович
- Лыкова Лидия Павловна
- Лысенко, Иван Егорович
- Лысенко, Иван Петрович
- Лысова, Галина Фёдоровна
- Любин, Николай Васильевич
- Любченко Любовь Андреевна
- Лямкина, Валентина Дмитриевна
- Ляшенко, Анна Ивановна
- Ляшко, Александр Павлович
- Ляшко, Татьяна Кузьминична
- Лященко Николай Григорьевич

## М
- Мазуре, Текла Брониславовна
- Мазуров Кирилл Трофимович
- Майоров Александр Михайлович
- Майоров, Артур Петрович
- Макаркина, Людмила Степановна
- Макаров Александр Максимович
- Макаронок, Владимир Александрович
- Макатова, Майинат Агаризаевна
- Макеев Виктор Петрович
- Максимова, Надежда Тимофеевна
- Макунене, Бируте Александровна
- Макушева, Саимат Галиевна
- Малай, Нина Петровна
- Малакмадзе, Этери Рефиковна
- Малик, Екатерина Александровна
- Малмейстер Александр Кристапович
- Мальбахов Тимбора Кубатиевич
- Маматов, Зулпукар
- Мамедов, Аскер Каграман оглы
- Мамедова, Матана Сафар кызы
- Мамунц Самвел Ваниевич
- Манго, Майе Мейнхард-Вольдемаровна
- Манюшис Иосиф Антонович
- Манякин Сергей Иосифович
- Марина, Нина Евдокимовна
- Марисов Валерий Константинович
- Марков Аркадий Терентьевич
- Марков Георгий Мокеевич
- Марков, Сергей Кузьмич
- Маркова, Людмила Васильевна
- Марочкин, Александр Васильевич
- Мартинайтис, Марионас Алексович
- Мартиросян, Герасим Арамаисович
- Мартынов Николай Васильевич
- Марченко, Любовь Андреевна
- Марченко, Надежда Ивановна
- Марютина, Валентина Петровна
- Масленников Николай Иванович
- Маслов, Николай Алексеевич
- Матафонов Михаил Иванович
- Маткаримов, Мадамин Маткаримович
- Матросова, Зинаида Семёновна
- Матулис Юозас Юозович
- Матусевич, Мария Несторовна
- Матчанов Назар Маткаримович
- Махарадзе, Гиули Ахмедовна
- Махмудов, Эргаш
- Мацкевич, Анна Григорьевна
- Мацкявичюс, Казимерас Юозович
- Мацота, Семён Васильевич
- Мацуков, Евгений Митрофанович
- Машеров Пётр Миронович
- Маширапова, Тургун
- Медведева, Валентина Ефимовна
- Медников, Иван Семёнович
- Медунов Сергей Фёдорович
- Меквевришвили, Михаил Ильич
- Мельников Леонид Георгиевич
- Мельников Павел Васильевич
- Мельянцев, Леонид Петрович
- Мендуме Михаил Клаевич
- Меренищев Николай Владимирович
- Месяц Валентин Карпович
- Метревели, Владимир Сергеевич
- Меунаргия, Валерьян Германович
- Мешева, Раиса Зубаниловна
- Мешков Фёдор Степанович
- Мийдла, Мильви Савельевна
- Микитюк, Николай Иванович
- Микоян, Анастас Иванович[A 20]
- Микулич Владимир Андреевич
- Милованов Алексей Пантелеймонович
- Минчит-оол, Уйнук Сатовна
- Мирзомурадов, Мирзошариф
- Мирзохимматова, Сайтханим
- Мирзоян, Кнарик Айказовна
- Миронова, Октябрина Владимировна
- Миронович Евгений Фёдорович
- Мирошникова, Анна Яковлевна
- Миррахматов, Шокирбай
- Митенькова, Светлана Ивановна
- Митрин, Евгений Тимофеевич
- Михайлин Владимир Васильевич
- Михалков Сергей Владимирович
- Мицкевич Владимир Фёдорович
- Мишагин, Геннадий Константинович
- Модогоев Андрей Урупхеевич
- Мозговой Иван Алексеевич
- Моисеева, Валентина Николаевна
- Моммаева, Огулсона
- Монгуш, Алдын-Кыс Санаа-Байыровна
- Моргун Фёдор Трофимович
- Морозов Иван Павлович
- Морозов Николай Ефимович
- Мосашвили, Теймураз Ильич
- Москаленко, Екатерина Петровна
- Москаленко Кирилл Семёнович
- Москалу, Нина Андреевна
- Мосунов, Павел Григорьевич
- Моторико Михаил Георгиевич
- Мохов, Анатолий Васильевич
- Моцак, Григорий Иванович
- Мочалин Фёдор Иванович
- Мошникова, Нина Михайловна
- Мукашев Саламат Мукашевич
- Мукобенова, Дудяан Доржиевна
- Муравлёва, Лидия Петровна
- Муравленко Виктор Иванович[A 21]
- Мурадов, Нуритдин Мурадович[A 22]
- Мурадов, Худик
- Мурадян Мурад Оганесович
- Мурзина, Антонина Петровна
- Мурина, Надежда Петровна
- Муртазаев, Каюм
- Мусагалиев Яуда
- Мусаханов Мирзамахмуд Мирзарахманович
- Мусиенко, Иван Данилович
- Мусин Рашид Мусинович
- Мустафаев, Ахмед Султан оглы
- Мухамедов, Ибрагим Файзиевич[A 23]
- Мухамедова, Огульнабат Курбановна
- Мшвидобадзе, Борис Константинович
- Мындряну, Степан Богослович
- Мясоедова, Вера Валентиновна

## Н
- Набиев Рахмон Набиевич
- Набиев, Руслан Мирзоевич
- Набиуллина, Разиля Карамовна
- Набоков, Виктор Данилович
- Назаров, Евгений Васильевич
- Найловец, Татьяна Фёдоровна
- Нарбаев, Сапарбай
- Насриддинова Ядгар Садыковна
- Науменко Юрий Андреевич
- Незбаева, Чакира
- Непорожний Пётр Степанович
- Нерсесян, Мкртич Гегамович
- Нестеренко, Галина Александровна
- Нестерова, Галина Тимофеевна
- Нетёсов, Николай Фёдорович
- Нигматуллнна, Ульмасбика Бадретдиновна
- Нийн, Линда Александровна
- Никитенко, Виктор Васильевич
- Николаева-Терешкова Валентина Владимировна
- Николаишвили, Светлана Лаврентьевна
- Никонов Виктор Петрович
- Никончук, Валентина Григорьевна
- Ниязбеков Сабир Билялович
- Новгородова Екатерина Иннокентьевна
- Новгородцев Павел Андреевич
- Новиков, Владимир Николаевич
- Новиков, Владимир Фёдорович
- Новиков Игнатий Трофимович
- Новикова, Тамара Николаевна
- Новицкая, Надежда Ивановна
- Новичков, Виктор Емельянович
- Новожилов Генрих Васильевич
- Новожилов, Иван Георгиевич
- Новожилов, Павел Иванович
- Новосёлов, Ефим Степанович
- Новосёлова, Нина Александровна
- Новрузова, Гюлушан Гариб кызы
- Нодия, Циала Арсеньевна
- Ноор, Хенн Артурович
- Норкина, Александра Михайловна
- Носиров, Кассир Сафарович
- Нугманов, Камиль (Яшен)
- Нурджанова, Огулхан
- Нуржанов, Акматбек
- Нуриев Зия Нуриевич
- Нуров, Косим

## О
- Обертун, Евдокия Григорьевна
- Овчар, Евгений Лукьянович
- Оганян, Сурен Хоренович
- Огарков, Николай Васильевич
- Одилов, Ахмаджан
- Одилова, Рахбар
- Одинаева, Гульнамо Исломовна
- Одинцова, Зоя Дмитриевна
- Озерова, Татьяна Владимировна
- Оксененко, Мария Максимовна
- Окунев Василий Васильевич
- Олефиренко, Надежда Фёдоровна
- Олешко, Анна Сергеевна
- Омбоева, Октябрина Матвеевна
- Оморова, Кенжекан
- Оразмухамедов Ораз Назарович
- Оразов, Куванч
- Орлов, Владимир Александрович
- Орлов Владимир Павлович
- Орлова, Галина Сергеевна
- Оруджев, Сабит Атаевич
- Орькина, Клара Егоровна
- Осётров Тимофей Николаевич
- Отс, Георгий Каарелович
- Отс, Фернанда Хейнриховна
- Отсман, Эльмина Петровна
- Офтич, Фёдор Константинович
- Очиров, Александр Борисович

## П
- Павлов Георгий Сергеевич
- Павлов Григорий Петрович
- Павлова, Мария Павловна
- Павлова, Татьяна Максимовна
- Павловский Иван Григорьевич
- Падурарь, Наталья Петровна
- Палазов Афанасий Кириллович
- Пальчикова, Раиса Петровна
- Панасенко Тарас Иванович
- Панин Фёдор Иванович
- Панфилов Михаил Панфилович
- Папаскуа, Маквала Партеновна
- Папоян, Женя Ашотовна
- Папутин Виктор Семёнович
- Пардаева, Тулган
- Пармакли Савелий Михайлович
- Пархоменко, Иван Александрович
- Паскарь Пётр Андреевич
- Пастухов Борис Николаевич
- Патоличев Николай Семёнович
- Патон Борис Евгеньевич
- Пашов Михаил Васильевич
- Пелевина, Нина Алексеевна
- Пельше Арвид Янович
- Перадзе, Заурий Владимирович
- Первышин Эрлен Кирикович
- Переляйнен Хильма Андреевна
- Перехоткина, Регина Владимировна
- Перкун Анатолий Сафронович
- Петрашкевич, Людвиг Антонович
- Петренко, Александра Тимофеевна
- Петриашвили, Назо Абрамовна
- Петрик Павел Петрович
- Петров Василий Иванович
- Петровский Борис Васильевич
- Петросян, Роза Тархановна
- Пивоваров Николай Буинович
- Пилкаускас, Казис Клемас
- Пильщикова, Надежда Андреевна
- Пилюгин Николай Алексеевич
- Пименов Пётр Тимофеевич
- Писарева, Валентина Яковлевна
- Питра Юрий Юрьевич
- Плахина Антонида Семёновна
- Плешаков Пётр Степанович
- Погорелец Иван Ефимович
- Погребняк Пётр Леонтиевич
- Подгаев Григорий Ефимович
- Подгорный Николай Викторович
- Подгурский, Леонид Владимирович
- Поддубная, Людмила Фёдоровна
- Пожидаев Иван Ильич
- Поздняков Александр Николаевич
- Покрышкин Александр Иванович
- Полатайло, Екатерина Алексеевна
- Полозов Николай Никифорович
- Полюхович, Зинаида Ивановна
- Полющенко, Василий Николаевич
- Поляков, Виктор Николаевич
- Поляков, Иван Евтеевич
- Полянский, Дмитрий Степанович
- Помогаев, Иван Яковлевич
- Пономарёв, Борис Николаевич
- Пономарёв, Михаил Александрович
- Попов, Борис Вениаминович
- Попова, Нина Васильевна
- Порохня, Евдокия Максимовна
- Посохин, Михаил Васильевич
- Постников, Василий Дмитриевич
- Прах, Иван Михайлович
- Преснякова, Светлана Алексеевна
- Придворный, Владимир Фёдорович
- Приезжев Николай Семёнович
- Прокопьев Илья Павлович
- Прокофьев Михаил Алексеевич
- Промыслов Владимир Фёдорович
- Пронина, Мария Фёдоровна
- Протозанов, Александр Константинович
- Прохоров Василий Ильич
- Псурцев Николай Демьянович
- Птицын, Владимир Николаевич
- Пузака, Валентина Эдуардовна
- Пухова Зоя Павловна

## Р
- Рагозин, Аркадий Павлович
- Раджабов, Дудар Алиевич
- Разумовский, Георгий Петрович
- Ракаускас, Казимерас Альфонсович
- Раковец, Степан Семёнович
- Ралько, Владимир Антонович
- Рамазанов, Аманулла Габдулхаевич
- Раратюк, Галина Павловна
- Расманис, Арманд Янович
- Расторгуева, Нина Павловна
- Расулов Джабар Расулович
- Ратников, Виктор Иванович
- Рафиков, Сагид Рауфович
- Рахимов, Бекташ Рахимович
- Рахимов, Каратай
- Рахмонова, Сайли
- Рашидов, Шараф Рашидович
- Рашидова, Розия
- Ребане Карл Карлович
- Ревако, Нина Борисовна
- Резников Вадим Федотович
- Репина, Анна Владимировна
- Репрынцев, Василий Константинович
- Римбениек, Рута Артуровна
- Родионов Николай Николаевич
- Розенко Пётр Акимович
- Розефелд, Август Петрович
- Романенко, Александр Григорьевич
- Романов, Григорий Васильевич
- Романова, Галина Ивановна
- Рубен Виталий Петрович
- Рубэн Юрий Янович
- Руденко Роман Андреевич
- Руденкова, Евгения Степановна
- Рудзите, Ингрида Арвидовна
- Руднев Константин Николаевич
- Русаков Константин Викторович
- Рыбаков Алексей Миронович
- Рыбакова, Лидия Афанасьевна
- Рыженкова, Юлия Алексеевна
- Рыжков, Николай Иванович
- Рыков Василий Назарович
- Рыкун, Сергей Васильевич
- Рычин, Евгений Сергеевич
- Рябиков Василий Михайлович[A 24]
- Рябинина, Лидия Васильевна
- Рябов Яков Петрович
- Ряскина, Екатерина Ивановна

## С
- Сабанеев Станислав Николаевич
- Сабкалова, Таисия Васильевна
- Савинкин Николай Иванович
- Сагитов, Минсаяф Булатович
- Садриддинов, Талбак
- Садыков Абид
- Сайкин, Семён Фёдорович
- Сакалаускас Витаутас Владович
- Салаватов, Нурутдин Алиевич
- Салахов, Раис Салахович
- Салманов Григорий Иванович
- Салхауов, Смагзум Абсеитович
- Сальникова Нина Петровна
- Саматов, Абдугафур
- Саматова, Мавджуда Саидовна
- Самолётова Зоя Петровна
- Самсонова, Клара Парфеньевна
- Самчик, Галина Ульяновна
- Санакоев, Феликс Сергеевич
- Санжаров, Шарап
- Санжиев, Жамбал Биликтуевич
- Сапарова, Огулнабад
- Саралидзе, Зураб Георгиевич
- Сафаров, Назрулло Худойдодович
- Сафарова, Зивар Али кызы
- Сафина, Нина Семёновна
- Сафонова, Анна Фёдоровна
- Сафронова, Мария Васильевна
- Сахань, Вера Михайловна
- Сванидзе, Евтихий Викторович
- Свеклистенкова, Галина Михайловна
- Свердленко, Зинаида Афанасьевна
- Свешников, Мефодий Наумович
- Своеволина, Ирина Васильевна
- Седип, Алдын-оол Иргитович
- Седова, Валентина Александровна
- Селенене, Елеонора Степоновна
- Семенникова, Надежда Ивановна
- Семёнов Василий Иванович
- Семёнов Иван Михайлович
- Семёнов, Михаил Степанович
- Семёнова, Нина Григорьевна
- Семёнова, Татьяна Кирилловна
- Сенькин Иван Ильич
- Сербин, Лидия Спиридоновна
- Сербин Иван Дмитриевич
- Серикова, Галина Анатольевна
- Сивак Владимир Яковлевич
- Сиволап Анна Николаевна
- Сидоренко Александр Васильевич
- Сидорик, Тимофей Николаевич
- Сидоров, Виктор Алексеевич
- Сидоров, Юрий Климентьевич
- Сизов, Геннадий Фёдорович
- Сикорский, Владимир Иосифович
- Сикорскис, Юозас-Антанас Стасевич
- Силлам, Эха Александровна
- Сильченко Николай Кузьмич
- Синицын Иван Флегонтович
- Синявская, Валентина Александровна
- Сиротина, Елена Васильевна
- Сироткин, Анатолий Петрович
- Сироткина, Лидия Емельяновна
- Сисин Михаил Фёдорович
- Ситников, Михаил Лупанович
- Скачков Семён Андреевич
- Сквознякова, Ирина Андреевна
- Скляренко, Лидия Андреевна
- Скляров, Виктор Тимофеевич
- Скочилов Анатолий Андрианович
- Скрынник, Анна Степановна
- Скурко, Евгений Иванович (Максим Танк)
- Скучка, Ирина Михайловна
- Славский Ефим Павлович
- Слепцов, Прокопий Петрович
- Слободяник, Нина Петровна
- Смирнов, Алексей Алексеевич
- Смирнов Геннадий Николаевич
- Смирнов Лев Николаевич
- Смирнов Леонид Васильевич
- Смирнов Николай Иванович
- Смирнова, Нина Евстафьевна
- Смиртюков Михаил Сергеевич
- Смолина, Маргарита Ивановна
- Смолянинов, Василий Иванович
- Соич Олег Владиславович
- Сокол, Владимир Харитонович
- Соколов, Иван Захарович
- Соколов Сергей Леонидович
- Соколов Тихон Иванович
- Соколова, Валентина Михайловна
- Соколова, Надежда Алексеевна
- Солдатов Лев Леонидович
- Соловьёв, Павел Александрович
- Сологуб Виталий Алексеевич
- Солоденко, Людмила Никитична
- Солодовникова, Нина Фёдоровна
- Соломенцев Михаил Сергеевич
- Сооалусте, Томас Иоханнесович[A 25]
- Сорокина, Надежда Александровна
- Сосков, Иван Кузьмич[A 26]
- Сотникова, Любовь Семёновна
- Сотниченко, Виктор Александрович
- Соян, Алдын-оол Соянович
- Спиридонов, Ануфрий Павлович
- Спирина, Екатерина Фёдоровна
- Средин, Геннадий Васильевич
- Стасюнайте, Бируте Юозо
- Стельмах, Михаил Афанасьевич
- Стенько, Григорий Терентьевич
- Степанов, Владимир Евгеньевич
- Столяр, Пётр Ефремович
- Страутманис, Пётр Якубович
- Стрелов, Виктор Александрович
- Стрельченко, Иван Иванович
- Стрельчук, Александр Яковлевич
- Строеньев, Михаил Анатольевич
- Струев Александр Иванович
- Стукалин Борис Иванович
- Сулайманова, Рысбу
- Сулейманов, Алекпер Багирович
- Сулейманов, Фатих Каюмович
- Сулейманова, Камар Ханум Мирзаага кызы
- Султанов, Хатмулла Асылгареевич
- Сурганов Фёдор Анисимович[A 27]
- Сурков Алексей Александрович
- Суслов Михаил Андреевич
- Сухочев, Иван Константинович
- Сущанская, Светлана Алексеевна
- Суюмбаев Ахматбек Суттубаевич
- Сысоева, Тамара Михайловна
- Сысолова, Надежда Петровна

## Т
- Табеев, Фикрят Ахметжанович
- Таиров, Сеит Меметович
- Талыбов, Вагиф Зехралы оглы
- Таранов, Иван Тихонович
- Тарасов Александр Михайлович
- Тарасов, Алексей Петрович
- Тарасов Николай Никифорович
- Таратута Василий Николаевич
- Тарджуманян, Генрик Вартанович
- Тартышев Никифор Никифорович
- Тарчоков, Камбулат Кицуевич
- Тасымбетов, Ильяс Байхатович
- Татарашвили, Шота Михайлович
- Татарчук Николай Фёдорович
- Татосян, Кима Амбарцумовна
- Ташпулатова, Диляра
- Тванба, Виктор Киаминович
- Телепов, Михаил Семёнович
- Темирбаев, Мойдун
- Тенищев, Иван Иванович
- Теребилов Владимир Иванович
- Терехов Константин Павлович
- Теринь, Рита Хермановна
- Тимаков, Владимир Дмитриевич
- Тимашов, Алексей Егорович
- Тимофеев, Владимир Давыдович
- Тимофеев Николай Владимирович
- Тимошина, Мария Тихоновна
- Тимчак, Нина Петровна
- Титаренко Алексей Антонович
- Титов Виталий Николаевич
- Титов, Михаил Севостьянович
- Титяков, Михаил Андреевич
- Тихонов Николай Александрович
- Тихонов, Николай Семёнович
- Тишков, Юрий Андреевич
- Тищенко, Алексей Никонович
- Ткачук, Григорий Иванович
- Токарев Александр Максимович
- Толкунов Лев Николаевич
- Толубко Владимир Фёдорович
- Тоом, Пильви Иоанновна
- Торккели, Лео Топиасович
- Трапезников Сергей Павлович
- Третьяк Иван Моисеевич
- Трифонов, Пётр Васильевич
- Трифонова, Анна Дмитриевна
- Трунов Михаил Петрович
- Туганбаева, Нуржамал Алимусаевна
- Туйтебаева, Нурмаш
- Тумаев, Владимир Фёдорович
- Туполев Алексей Андреевич
- Тургалиева, Канзия Жумагалиевна
- Турдиматова, Хамрахон
- Турдубаева, Бурулбу
- Туркулец, Виктор Михайлович
- Турсун-Заде Мирза
- Турсунов, Хурсанд
- Тхайцухов, Юрий Хаджиметович
- Тхапсаев, Владимир Васильевич
- Тхилайшвили, Александр Дурсунович
- Тынель, Лина Григорьевна
- Тынувере, Яан Антонович
- Тынурист, Эдгар Густавович
- Тюмина, Вера Степановна
- Тяжельников Евгений Михайлович

## У
- Убушаева, Клавдия Сангаджиевна
- Увачан Василий Николаевич
- Удальцов Иван Иванович
- Ульмасова, Хурмат
- Умалатов, Алипаша Джалалович
- Умалатова, Перибика Нуровна
- Уманец, Николай Васильевич
- Умаханов Магомед-Салам Ильясович
- Умхаджаева, Малика Салаудиновна
- Уртаева, Роза Григорьевна
- Усин, Владимир Александрович
- Усманов Гумер Исмагилович
- Устинов, Дмитрий Фёдорович
- Усубалиев Турдакун Усубалиевич
- Уткин Владимир Фёдорович
- Уханов, Алексей Александрович
- Ушаков, Николай Фадеевич

## Ф
- Фадеева, Елена Алексеевна
- Фаныгин, Анатолий Петрович
- Федин Константин Александрович
- Федирко Павел Стефанович
- Фёдоров, Алексей Фёдорович
- Фёдоров Виктор Степанович
- Фёдоров, Григорий Михайлович
- Фёдоров, Евгений Константинович
- Фёдорова, Нина Павловна
- Федорчук Виталий Васильевич
- Федосеев Пётр Николаевич
- Федотова, Надежда Васильевна
- Феоктистов Виктор Николаевич
- Ферин, Михаил Алексеевич
- Фефелова, Светлана Игнатьевна
- Филиппов, Николай Леонтьевич
- Филиппова, Евдокия Васильевна
- Фирсова, Валентина Александровна
- Флорентьев Леонид Яковлевич
- Форманюк, Александра Михайловна
- Фролов Василий Семёнович
- Фролов, Виктор Павлович
- Фуфачёв, Александр Иванович

## Х
- Хабейшвили, Солико Евтихиевич
- Хаджиева, Султанпашша
- Хайдаров, Аюб Хайдарович
- Хайдуров, Виктор Алексеевич
- Халилов Курбан Али оглы
- Халилова, Кузигуль
- Харадзе Евгений Кириллович
- Харазов, Валерий Иннокентьевич
- Харитон, Юлий Борисович
- Хинт Адольф Александрович (Ааду Хинт)
- Хисамутдинов Ахмеджан
- Хитров Степан Дмитриевич
- Хлгатян, Напалион Арменакович
- Ховрин Николай Иванович
- Ходжаев Асадилла Ашрапович
- Ходжибоева, Халима
- Ходжиев, Рифъат
- Ходжимуратов, Акбар
- Ходос Пётр Михайлович
- Хожелепесова, Амангул
- Холов Махмадула
- Хомуло, Михаил Григорьевич
- Хохлов, Рем Викторович
- Храмов, Пётр Викторович
- Хренников, Тихон Николаевич
- Христич, Николай Фёдорович
- Христораднов Юрий Николаевич
- Худайбергенов, Мадьяр
- Худайбердыев, Нармахонмади Джураевич
- Худайназаров, Атамурат
- Хударганов, Юсуп
- Худаярова, Товуз Вели кызы
- Хуламханова, Елизавета Ибрагимовна
- Хутыз, Гошнаго Исмаиловна
- Хучуа, Нодари Парменович

## Ц
- Цвигун Семён Кузьмич
- Цецегов, Сергей Степанович
- Циба, Анатолий Астамурович
- Циекур, Янис Петрович
- Цинаридзе, Нуну Ахмедовна
- Цирулев, Владимир Павлович
- Цискаришвили, Михаил Аполлонович
- Цуканов Георгий Эммануилович
- Цыбулько Владимир Михайлович
- Цыренов, Бадма Цыренович

## Ч
- Чазов, Евгений Иванович
- Чаковский Александр Борисович
- Чарыев, Балта Чарыевич
- Чебан, Иван Константинович
- Чебодаева, Ульяна Никитична
- Чебриков Виктор Михайлович
- Чекулаев, Александр Иванович
- Челомей, Владимир Николаевич
- Чепулёнис, Адольфас Винцович
- Черкунова, Лидия Кузьминична
- Черненко, Константин Устинович
- Чернов, Юрий Николаевич
- Чернова, Елена Григорьевна
- Чёрный Алексей Клементьевич
- Чёрный, Василий Ильич
- Чернышёв, Георгий Дмитриевич
- Черняев, Герман Маркелович
- Черский, Николай Васильевич
- Чиаурели Софья Михайловна
- Чивикова, Наталья Евгеньевна
- Чиксте, Артур Эдуардович
- Чикунова, Зоя Андреевна
- Чинчлей, Елизавета Васильевна
- Чиряев Гавриил Иосифович
- Чолокян, Карзуи Саркисовна
- Чуев, Алексей Васильевич[A 28]
- Чуева, Ольга Павловна
- Чуйков Василий Иванович
- Чуркин Альберт Никитович
- Чурюмов Сергей Кугультинович
- Чхеидзе, Реваз Давидович

## Ш
- Шабашов, Сергей Михайлович
- Шаблявичюте, Пальмира Казевна
- Шайдуров Сергей Афанасьевич
- Шайханова, Улжалгас
- Шакиров Мидхат Закирович
- Шакура, Андрей Трофимович
- Шамота, Николай Захарович
- Шамсудинов Фахредин Шамсудинович
- Шапиро, Лев Борисович
- Шаталов, Владимир Александрович
- Шатохин, Анатолий Васильевич
- Шауро Василий Филимонович
- Шашин Валентин Дмитриевич[A 29]
- Шеварднадзе Эдуард Амвросиевич
- Шевченко Василий Тарасович
- Шевчук, Клавдия Анатольевна
- Шевчук, Ольга Васильевна
- Шелепин, Александр Николаевич
- Шералиева, Артык
- Шерет, Тихон Тимофеевич
- Шешуков, Виссарион Ильич
- Шибаев Алексей Иванович
- Шибалов Александр Никонорович
- Шилейкис, Пятрас Петрович
- Шило, Ксения Артёмовна
- Шипачева, Валентина Александровна
- Широбоков, Виктор Александрович
- Ширшин, Григорий Чоодуевич
- Ширшов, Николай Васильевич
- Шитиков Алексей Павлович
- Шитов Александр Иванович
- Школьная, Людмила Афанасьевна
- Школьников Алексей Михайлович
- Шкурей, Наталья Ильевна
- Шкуропад, Лидия Алексеевна
- Шматков, Юрий Сергеевич
- Шнайдер, Фридрих Фридрихович
- Шовхиев, Бабашер
- Шойбекова, Кулайхан Сагиевна
- Шокин Александр Иванович
- Шокурова, Галина Ивановна
- Шолохов Михаил Александрович
- Шостакович Дмитрий Дмитриевич
- Шох, Иван Дмитриевич
- Штанько, Валентина Григорьевна
- Шумаков, Илья Яковлевич
- Шуманская, Александра Ивановна
- Шумаускас Мотеюс Юозович
- Шустовская, Нина Петровна

## Щ
- Щекутёва, Екатерина Андреевна
- Щёлоков, Николай Анисимович
- Щербаков, Виктор Васильевич
- Щербина Борис Евдокимович
- Щербина, Любовь Николаевна
- Щербицкий Владимир Васильевич
- Щеулов, Василий Петрович

## Э
- Эминов, Мир Гамза Мир Гасан оглы
- Эрман, Имант Янович
- Эрматова, Таджихан
- Эсмурзиев, Шарпудин Хамидович
- Эшонкулова, Мухтарам Ибадуллаевна

## Ю
- Югансон, Николай Оттович
- Юмагулов, Аглям Минигужевич
- Юнак Иван Харитонович
- Юсупов, Турганбай

## Я
- Яковлев, Александр Сергеевич
- Яковлева, Екатерина Владимировна
- Якубова, Мария Николаевна
- Якубовский, Иван Игнатьевич[A 30]
- Якубовский Фуад Борисович[A 31]
- Ямщикова, Антонина Николаевна
- Яновская, Татьяна Михайловна
- Яранцев, Василий Андреевич
- Ярвесаар, Антс Иоханович
- Ярковой, Иван Мефодиевич
- Яснов Михаил Алексеевич
- Ясюкявичене, Саломея Юозовна
- Яунмуктан, Ян Янович

## Комментарии
1. ↑  В 1974 году к таким территориям относились:
* прибалтийские республики (Эстонская ССР, Латвийская ССР и Литовская ССР);
* Молдавская ССР;
* Армянская ССР;
* территория Грузинской ССР, за исключением Абхазской АССР, Аджарской АССР и Юго-Осетинской АО;
* территория Азербайджанской ССР, за исключением Нагорного-Карабахской АО и Нахичеванской АССР;
* районы республиканского подчинения Киргизской ССР (ныне - Чуйская область);
* районы республиканского подчинения Таджикской ССР
2. ↑  Умер 3 января 1979 года. Место в Верховном Совете оставалось вакантным до новых выборов, прошедших 4 марта 1979 года.
3. ↑  Умер 12 февраля 1977 года.
4. ↑  Умер 28 ноября 1976 года.
5. ↑  Умер 21 сентября 1977 года. По итогам довыборов, прошедших 29 января 1978 года, на его место был избран Николай Михайлович Пегов[1].
6. ↑  Умер между 26 октября 1976 года и 16 июня 1977 года. По итогам довыборов, прошедших 28 мая 1978 года, на его место был избран Юрий Николаевич Пугачёв[1].
7. ↑  В 1976 году освобождён от обязанностей члена комиссии в связи с избранием заместителем председателя Президиума Верховного Совета СССР
8. ↑  Умер 11 июля 1976 года.
9. ↑  Умер 25 мая 1978 года.
10. ↑  Умер 26 апреля 1976 года.
11. ↑  Умер 28 сентября 1976 года. По итогам довыборов, прошедших 23 января 1977 года, на его место был избран Семён Кузьмич Гроссу[2].
12. ↑  Умер 15 февраля 1977 года.
13. ↑  Умер 14 мая 1977 года.
14. ↑  Умер 5 мая 1976 года.
15. ↑  Умер 23 февраля 1977 года.
16. ↑  Умер 7 августа 1976 года.
17. ↑  Умер 19 августа 1974 года.
18. ↑  Умер 24 июня 1978 года.
19. ↑  Полномочия прекращены Указом Президиума Верховного Совета СССР от 7 апреля 1978 года по личной просьбе депутата. По итогам довыборов, прошедших 28 мая 1978 года, на его место был избран Карен Серобович Демирчян[1].
20. ↑  Умер 28 октября 1978 года.
21. ↑  Умер 15 июня 1977 года.
22. ↑  Умер 16 августа 1974 года.
23. ↑  Умер 15 января 1977 года.
24. ↑  Умер 19 июля 1974 года до начала работы первой сессии Верховного Совета 9 созыва.
25. ↑  Умер 14 мая 1977 года.
26. ↑  Умер 13 мая 1978 года.
27. ↑  Умер 26 декабря 1976 года.
28. ↑  Умер 20 ноября 1976 года.
29. ↑  Умер 22 марта 1977 года.
30. ↑  Умер 30 ноября 1976 года.
31. ↑  Умер 27 марта 1975 года.